# Китайский фарфор

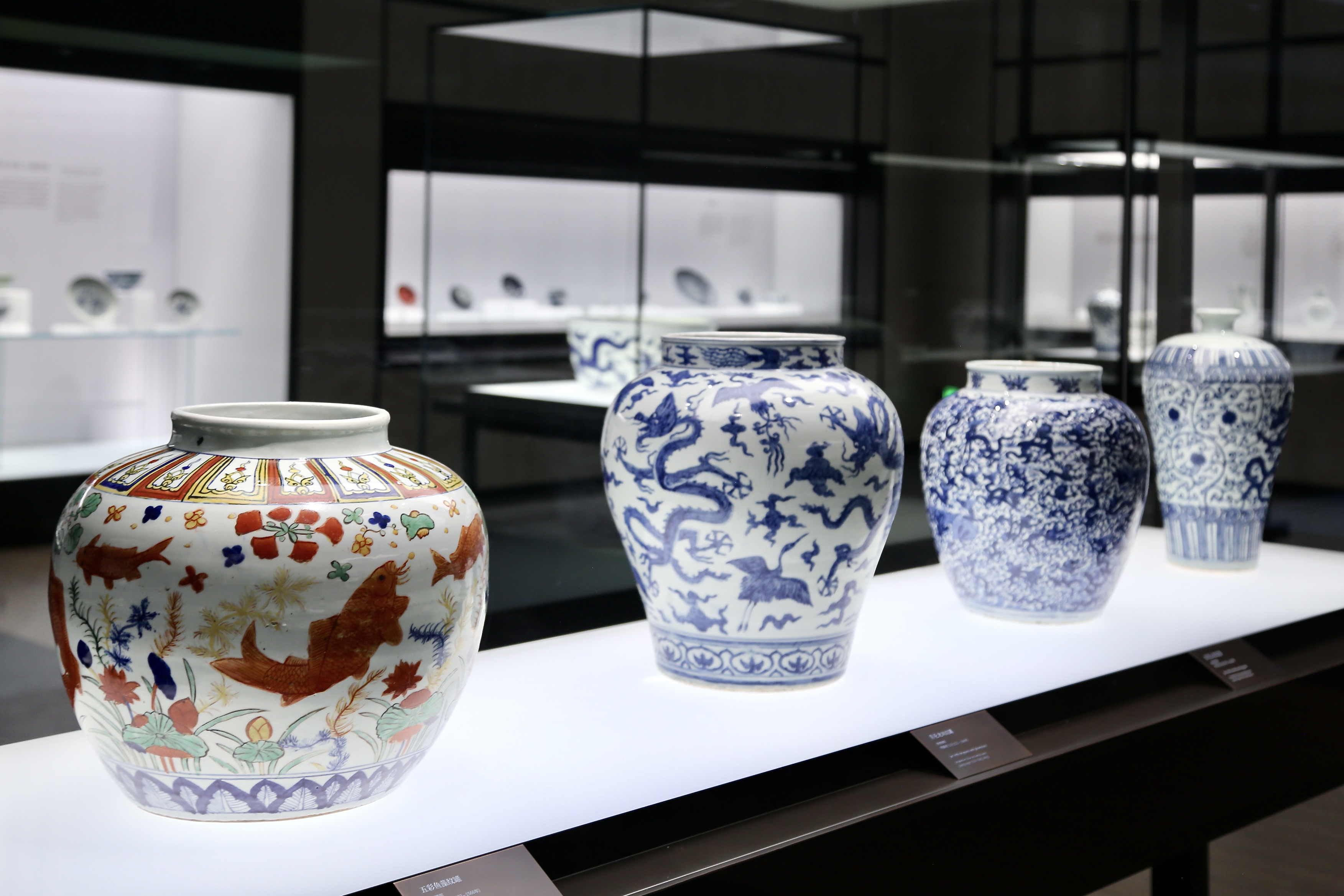
Витрина в отделе древней керамики в Восточном филиале Шанхайского музея

Китайский фарфор — является одним из важных компонентов культуры и искусства Китая.

## Материалы и производство

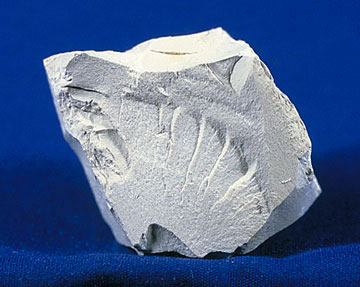
Каолин

Для изготовления китайского фарфора применялись:
- Каолин (高嶺土) — глина белого цвета, состоящая из минерала каолинита.
- Полевой шпат
- Кварц

## История
История развития керамики в Китае началась ещё в период неолита. К середине правления династии Чжоу (V-VI век до н. э.) удалось достичь более высокой температуры обжига, а следовательно и увеличения плотности гончарных изделий. Этим периодом датируются и первые керамические сосуды с глазурью. Так называемый прото-фарфор, при изготовлении которого стал впервые применяться каолин, появился в Китае в эпоху династии Хань (206—221 гг. н. э.). Производство керамики ограничивалось изготовлением сосудов и ваз, по форме и декору повторяющих бронзовые изделия того времени. В эпоху Троецарствия (220—280 гг. н. э.) и период Шести династий (220—589 гг. н. э.) существенных усовершенствований и новаций в области изготовления керамики сделано не было.
Расцвет китайской керамики начался в период правления династии Тан (618—906 гг. н. э.). Он сопровождался появлением полихромных глазурей и богатого разнообразия форм: ваз, сосудов с крышками, блюд, кувшинов, чаш, баночек для косметики. Эти изделия часто украшались орнаментальным узором. Особую группу произведений искусства керамики этой эпохи составляют фигуры (придворные дамы, танцовщицы, лошади), призванные сопровождать умерших в их загробной жизни и выполненные с тонкой наблюдательностью, высоким мастерством и художественным вкусом.
Вершиной развития китайской керамики принято считать эпоху династии Сун, которая знаменита своими зеленоватыми и голубыми селадоновыми изделиями с глазурью. Одним из примеров такой керамики является фарфор Жу Яо, который на протяжении короткого периода производился около 1100 года. Фарфор Жу Яо известен своими строгими минималистическими решениями и оценивается как один из примеров минималистической художественной программы своего времени.
Изготовление изделий из твёрдого фарфора, получаемого обжигом при температуре 1400—1460°, начинается в Китае в эпоху правления монгольской династии Юань и достигает своего расцвета в период династии Мин. Особую известность получают изделия с подглазурной синей росписью, пигмент для которой в первое время импортировался из Персии. Эти изделия получили необычайно широкую популярность и в больших количествах поставлялись на экспорт в Юго-Восточную Азию, Индию, на Ближний Восток, а с 16 века и в Европу — сначала португальцами, а затем и Голландской Ост-Индской компанией. Многие европейские монархи 16-18 веков были страстными коллекционерами китайского фарфора и основывали в своих дворцах т. н. «китайские залы», которые были оформлены в китайском стиле и украшены выставленными в них произведениями китайского искусства, в первую очередь изделиями из фарфора. Такой «Китайский зал» был создан и в Большом Царскосельском дворце по проекту архитектора Растрелли в период царствования Екатерины II.
После свержения династии Мин в 1644 году до начала 80-х годов 17 века производство фарфора практически прекратилось, поскольку в ходе столкновений были разрушены печи для его обжига в Цзиндэчжэне, который с 14 века был важнейшим центром производства фарфора. По указанию первого императора манчжурской династии Цин Канси эти печи были восстановлены и производство фарфора было возобновлено. В этот период создаются объекты в стиле династии Мин (с подглазурной синей росписью и монохромными глазурями), но вводятся и новые техники и декоры надглазурной (эмалевой) росписи, т. н. «жёлтое», «зелёное», «чёрное», а примерно с 1710 года и «розовое» семейство, ставшее доминирующим в 18 веке. Последующие императоры Юнчжэн и Цяньлун также уделяют большое внимание производству фарфора, но уже к концу 18 века становится заметным падение художественного уровня фарфора, а XIX век становится временем упадка китайского фарфора, при котором лишь повторялись формы и декор прошлых эпох.

## Галерея

### Династия Тан (618—906 гг. н. э.)

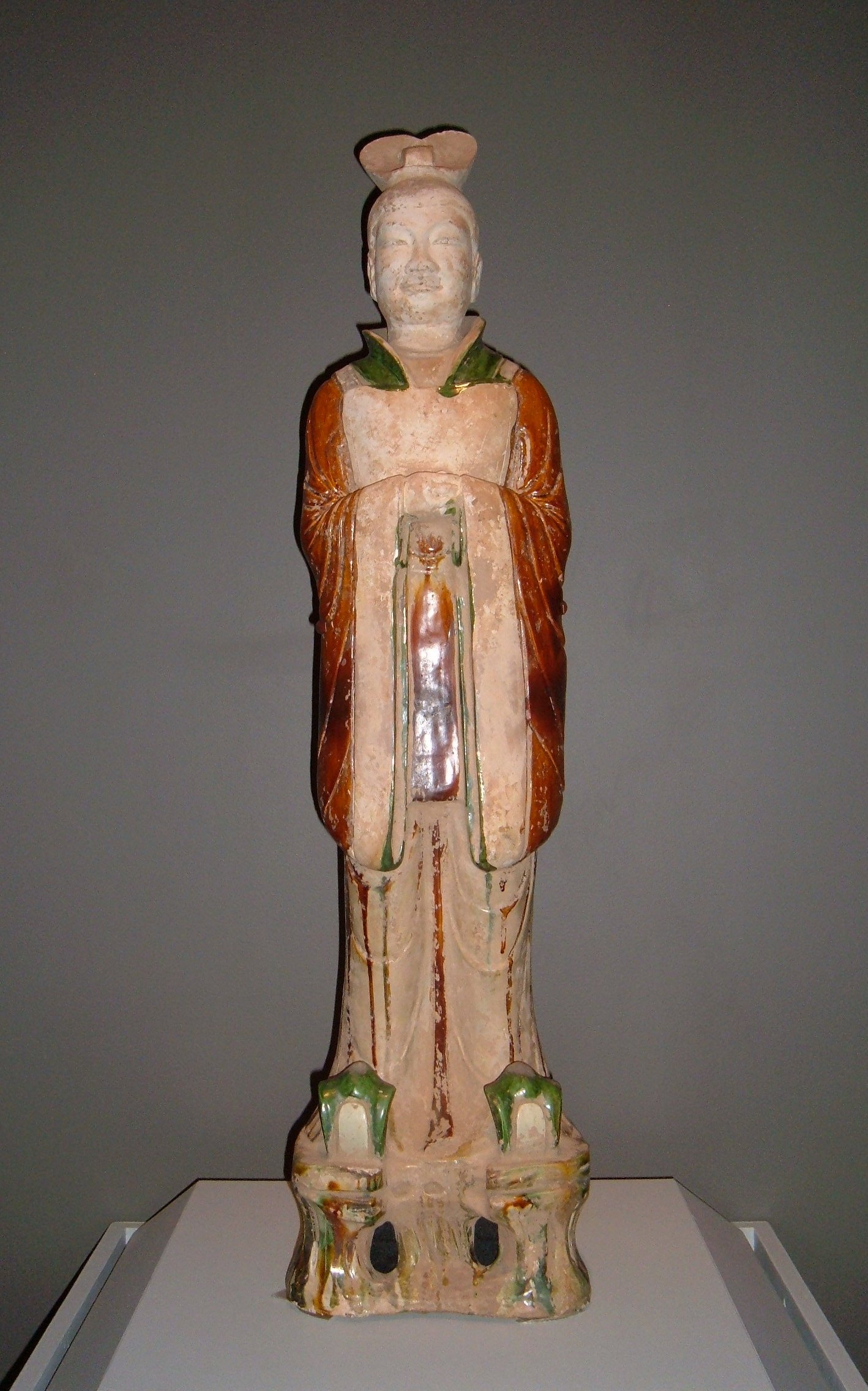
Керамическая фигурка из гробницы VII-VIII века н. э.
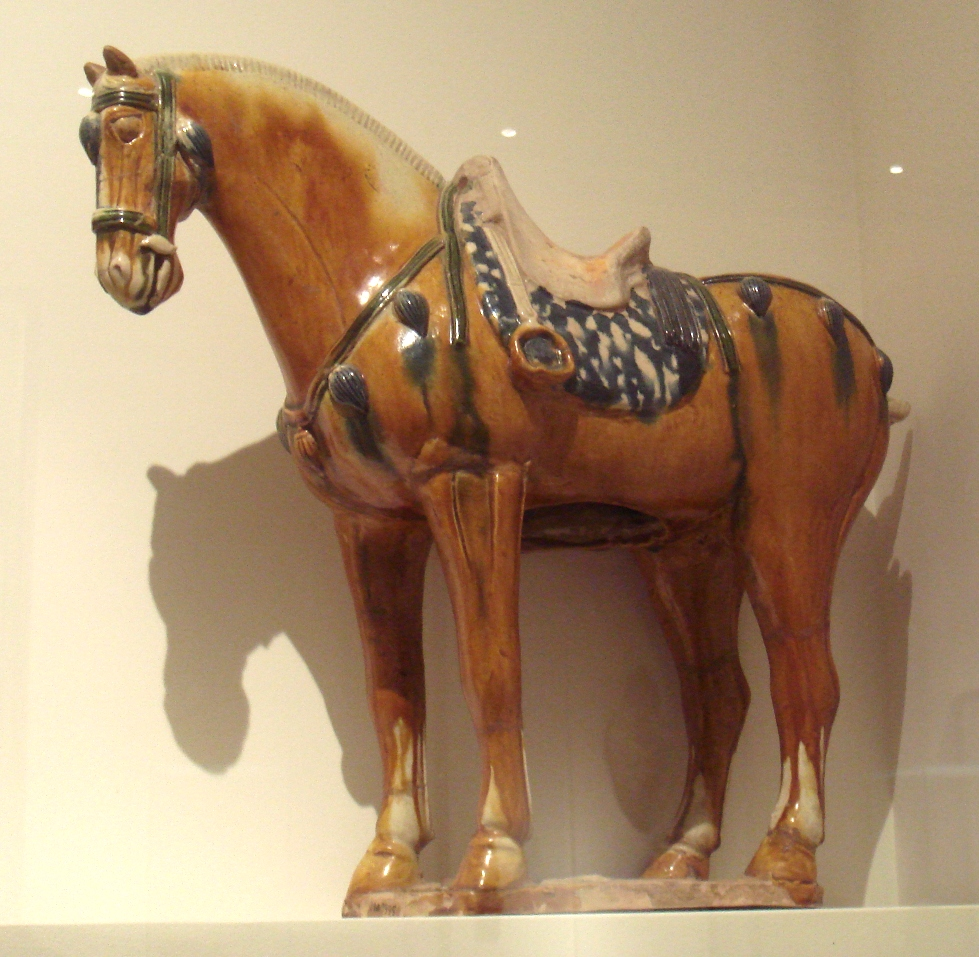
Глазированная фарфоровая фигурка лошади VII-VIII века н. э.
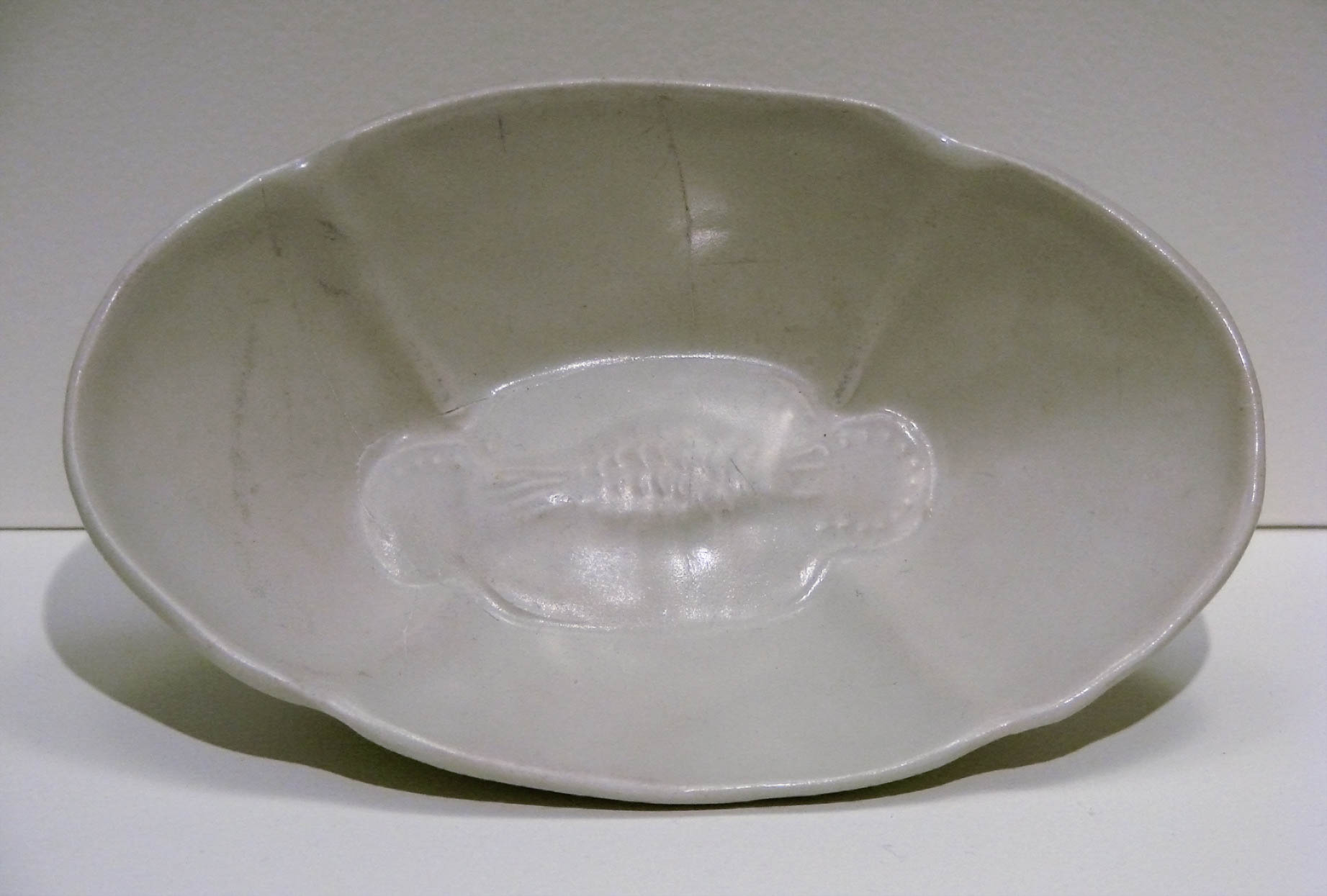
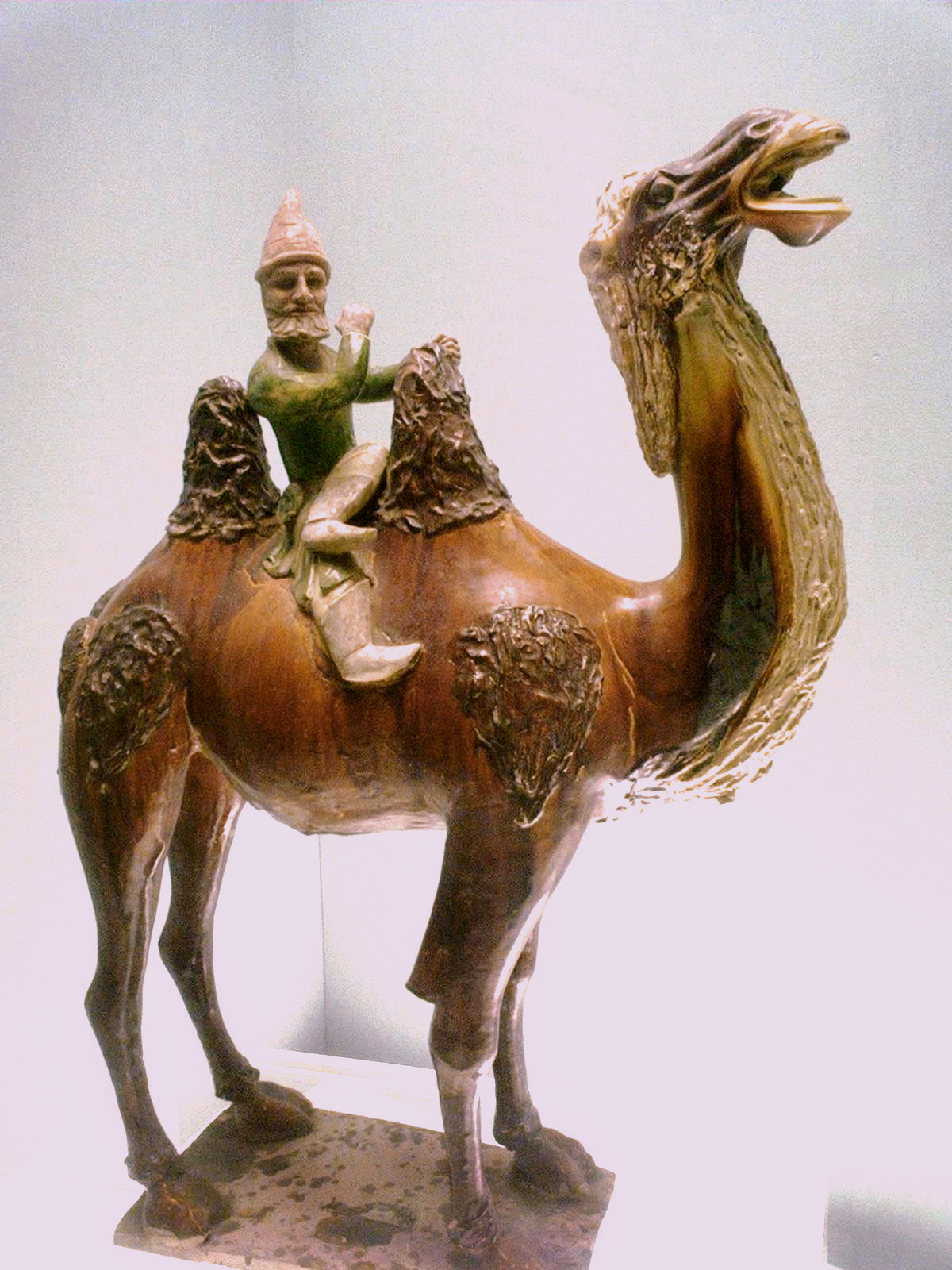
Статуэтка согдийского купца, едущего на бактриане
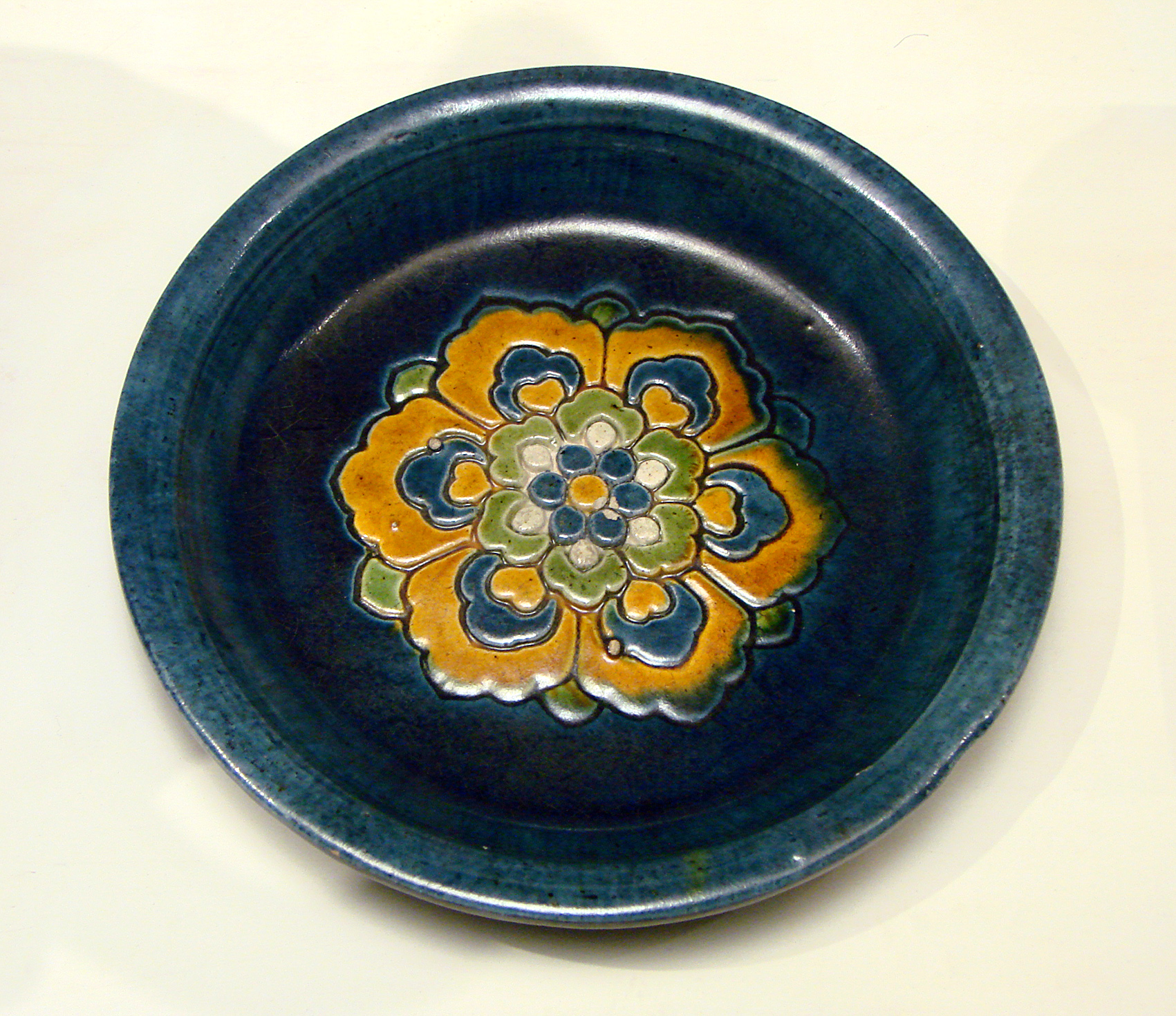
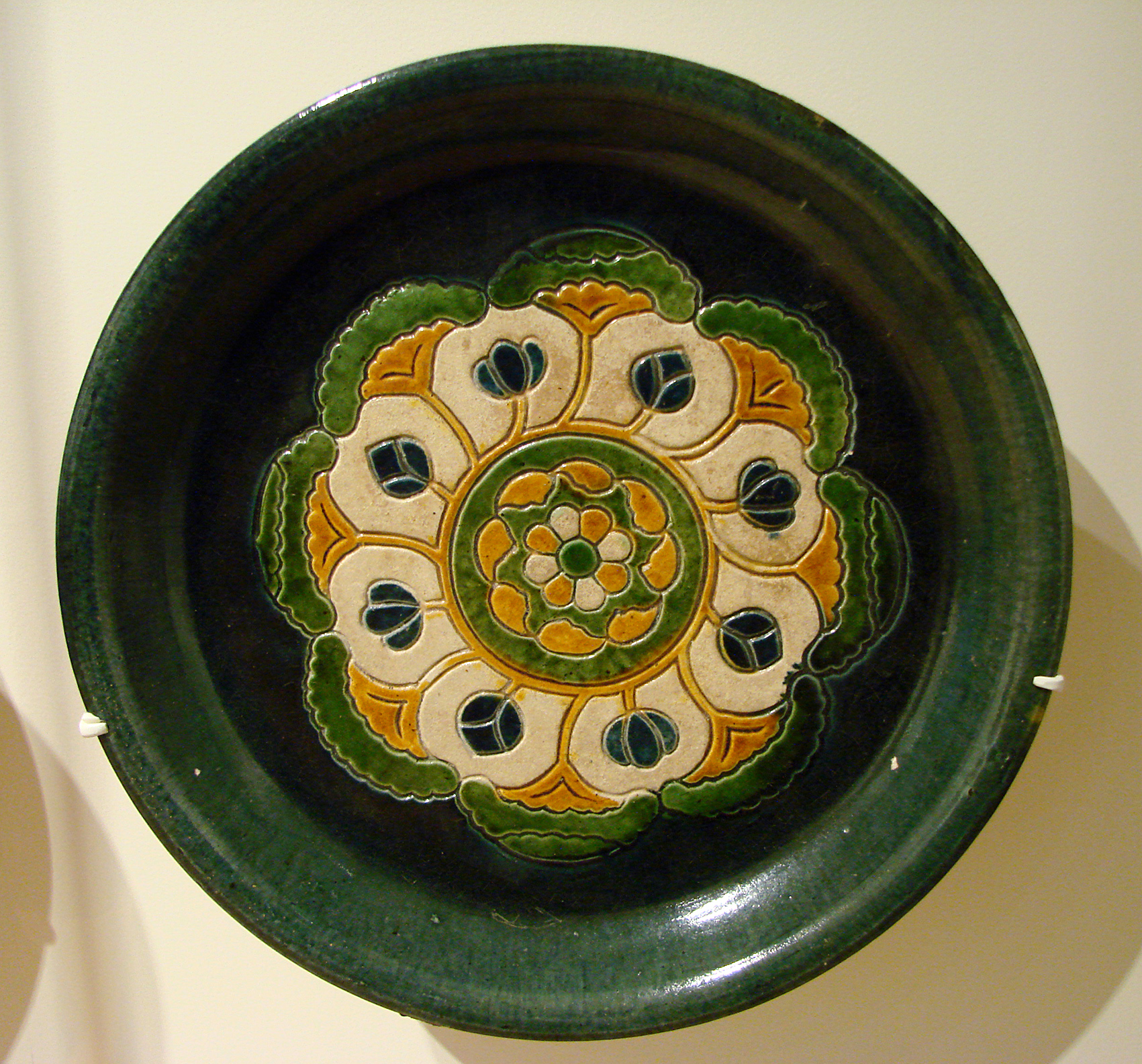
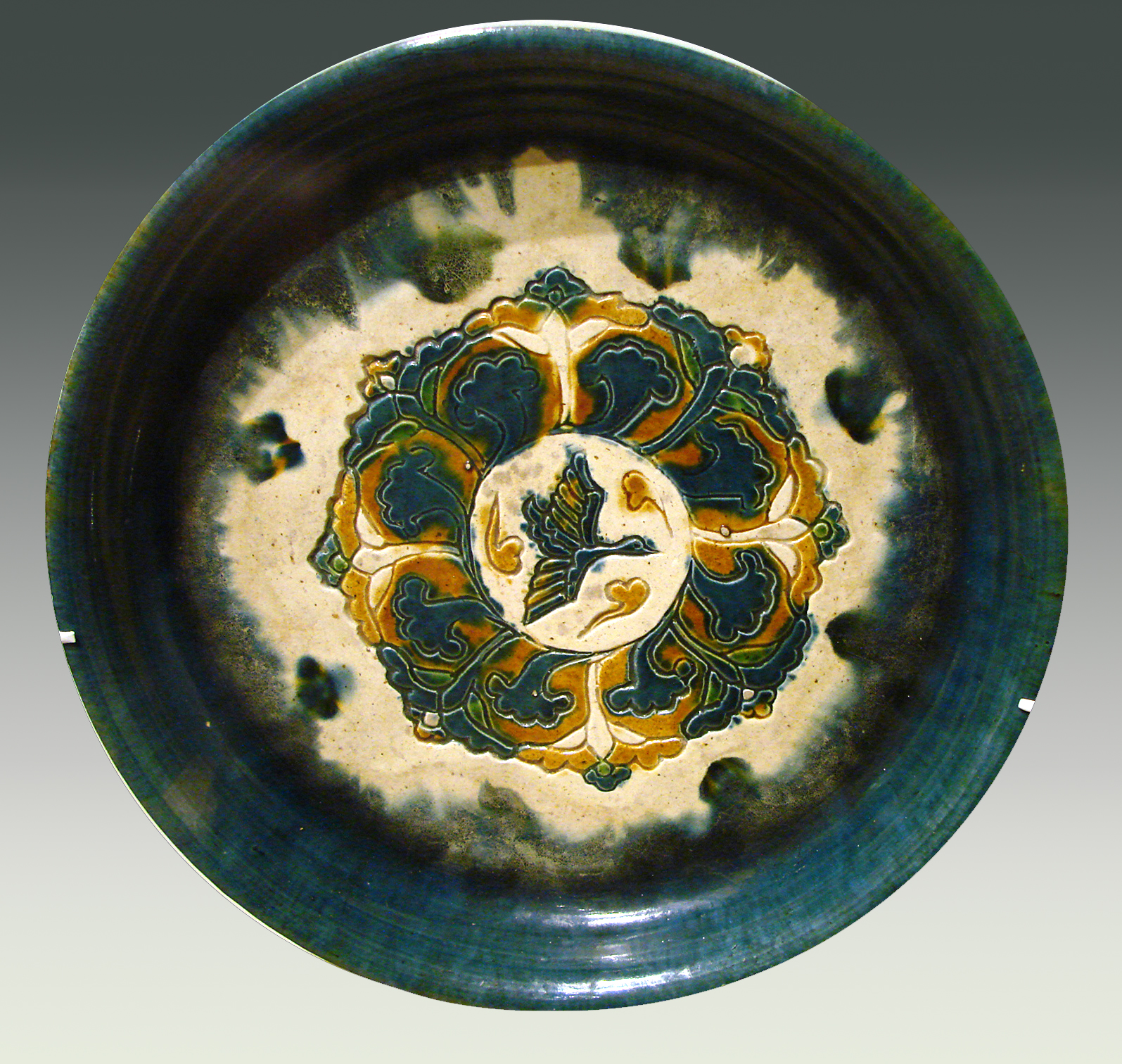
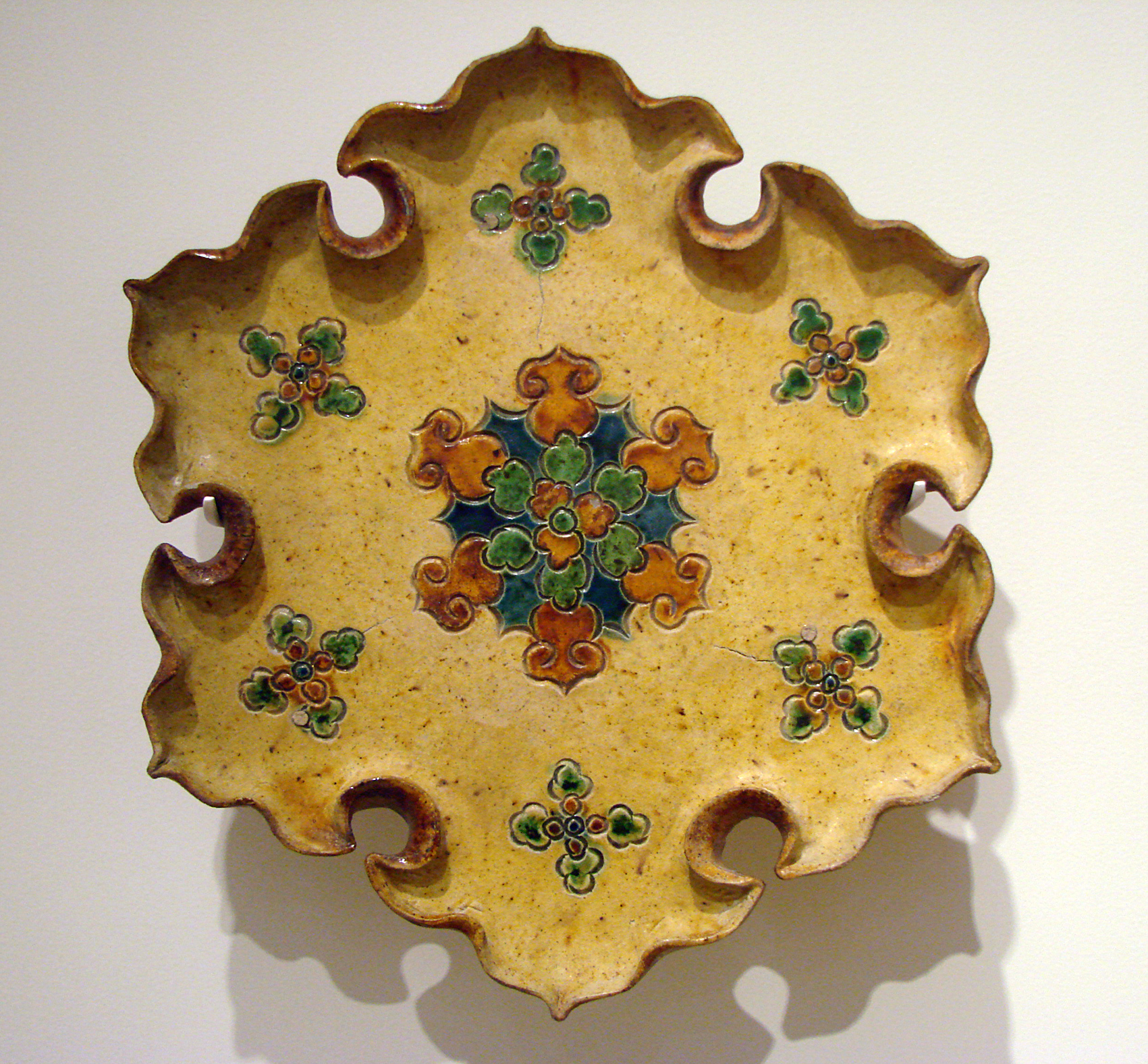

### Династия Сун (960—1279 гг. н. э.)

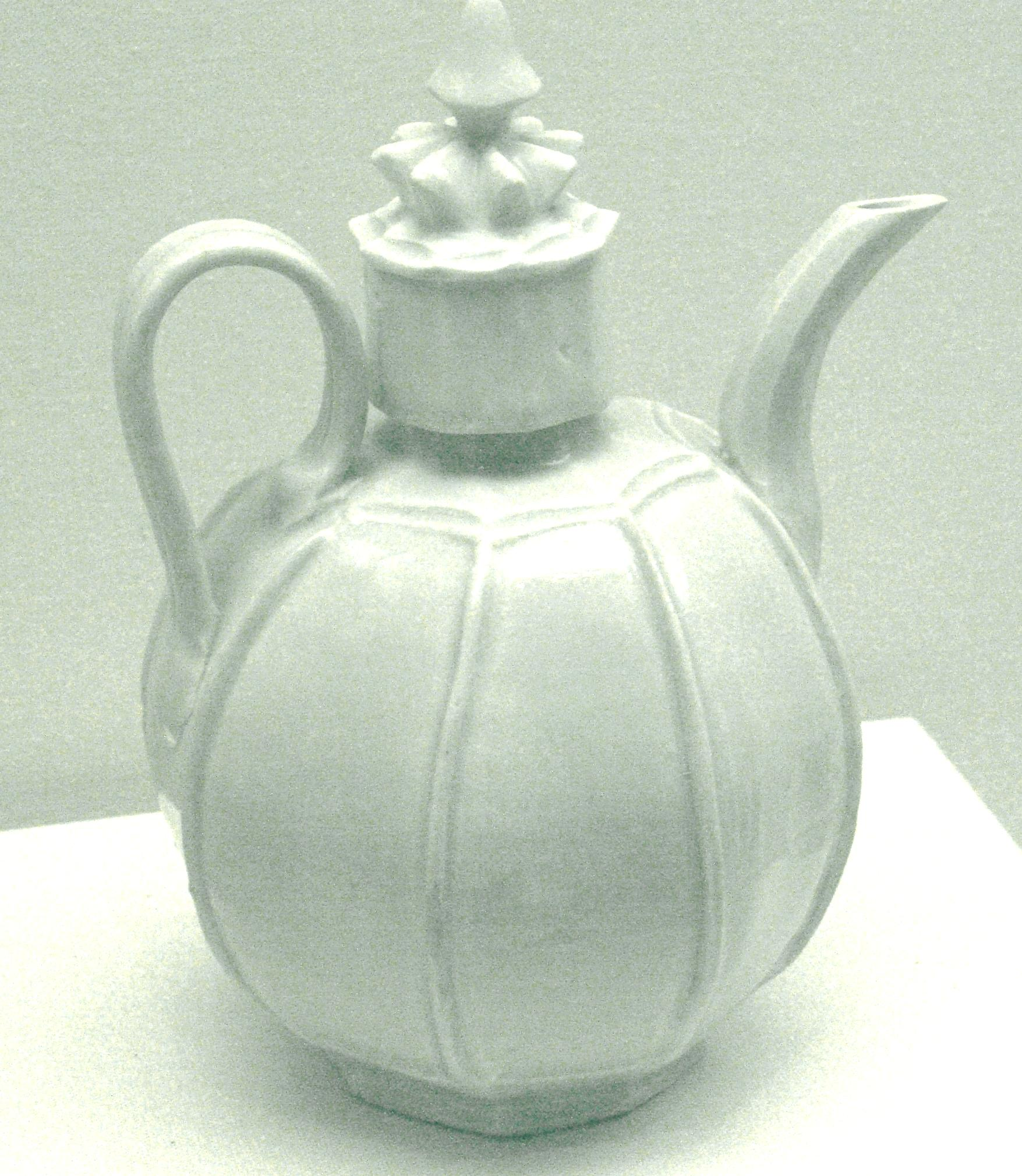
Фарфоровый чайник, Цзиндэчжень.
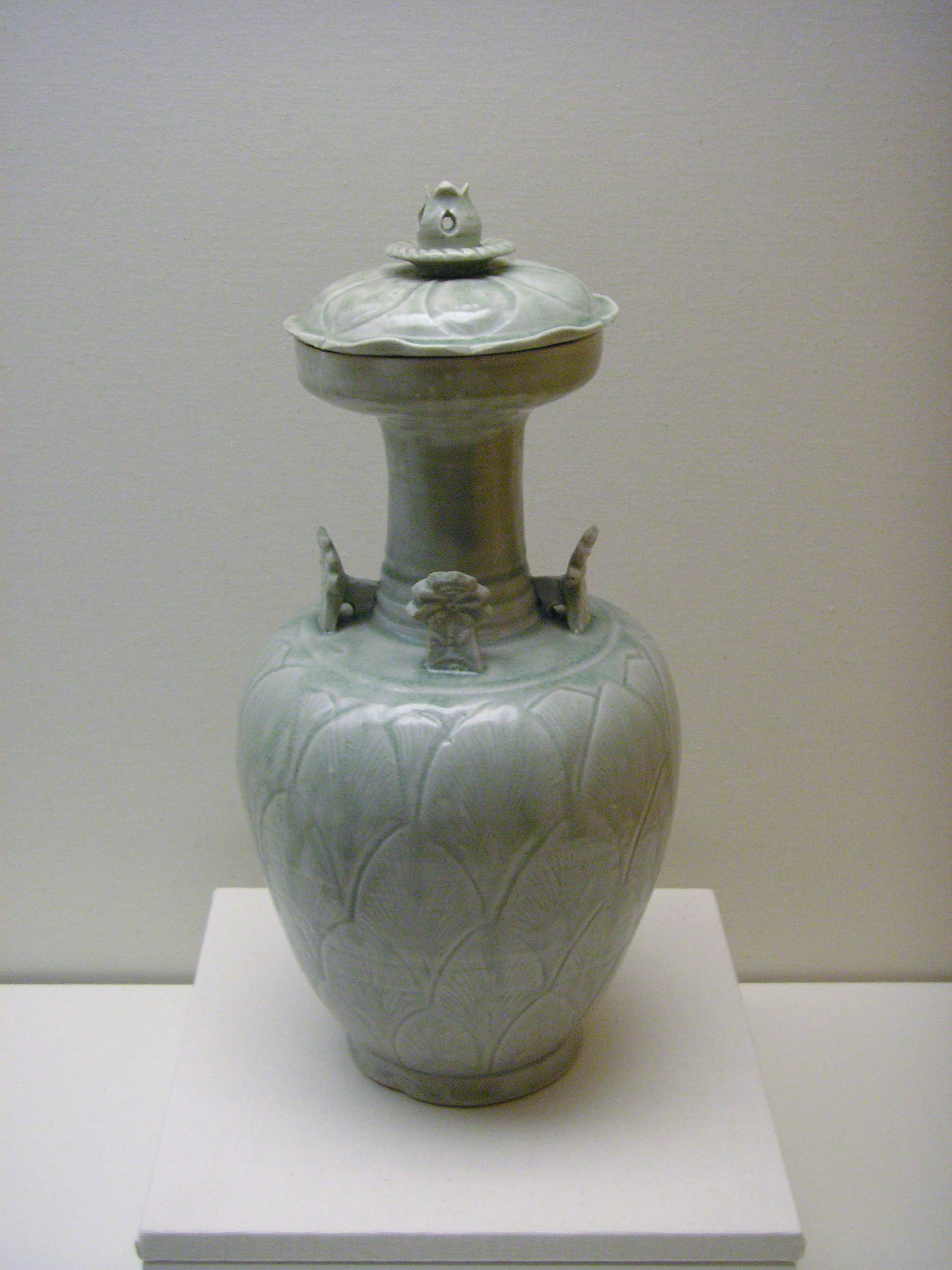
Погребальная ваза, X или XI век н.э.
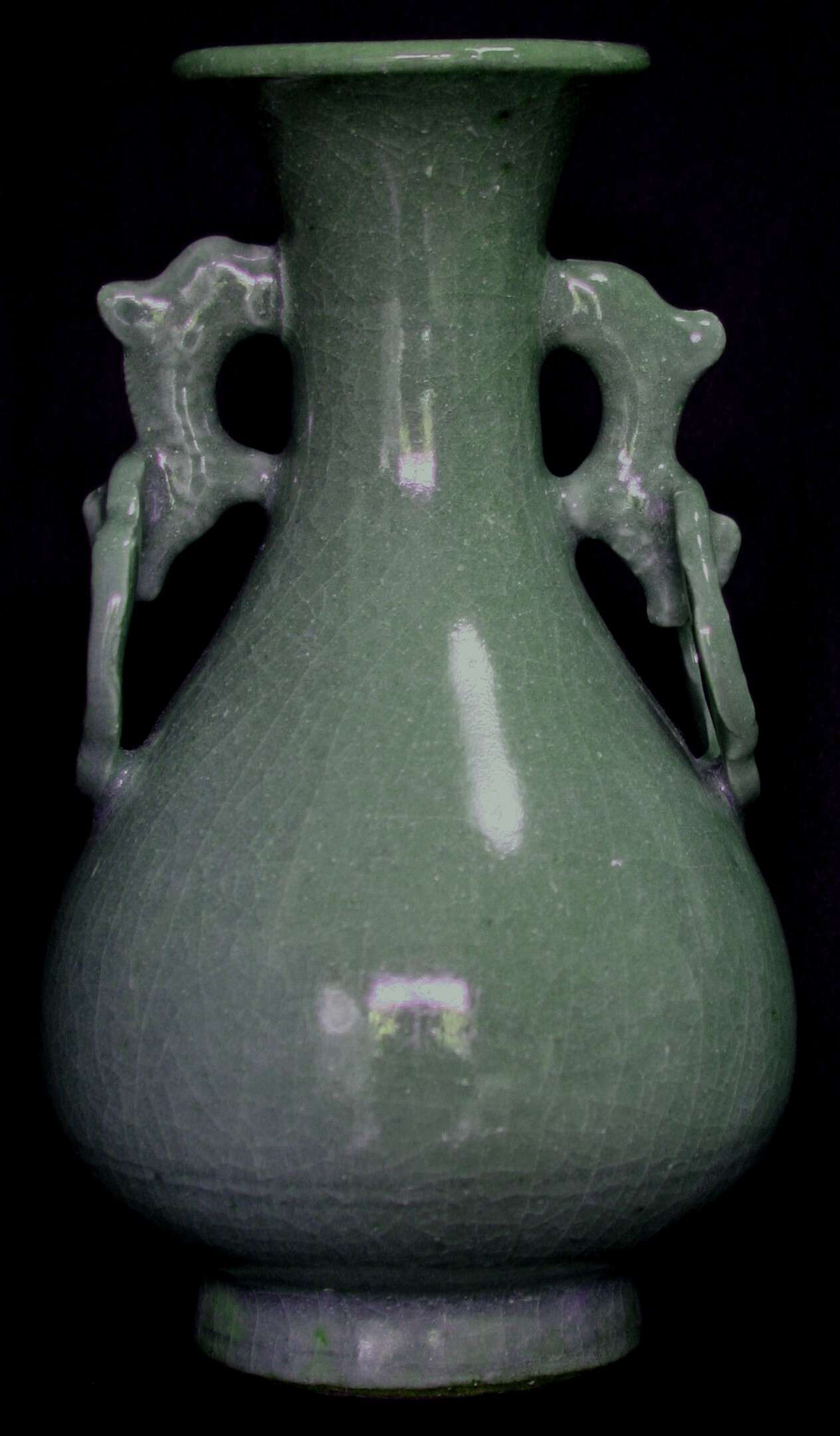
Ваза династии Сун
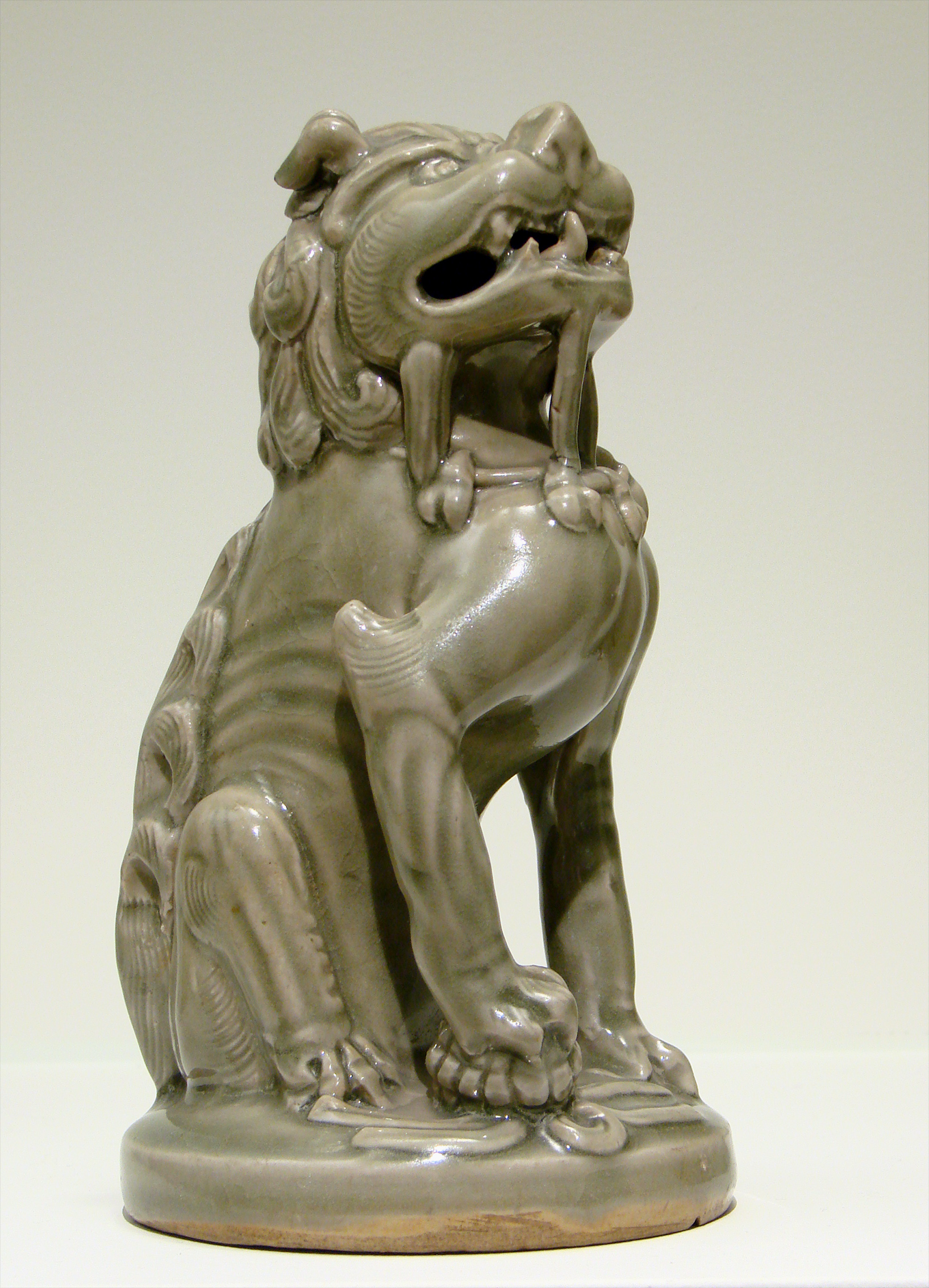
Статуя собаки, XI-XII века
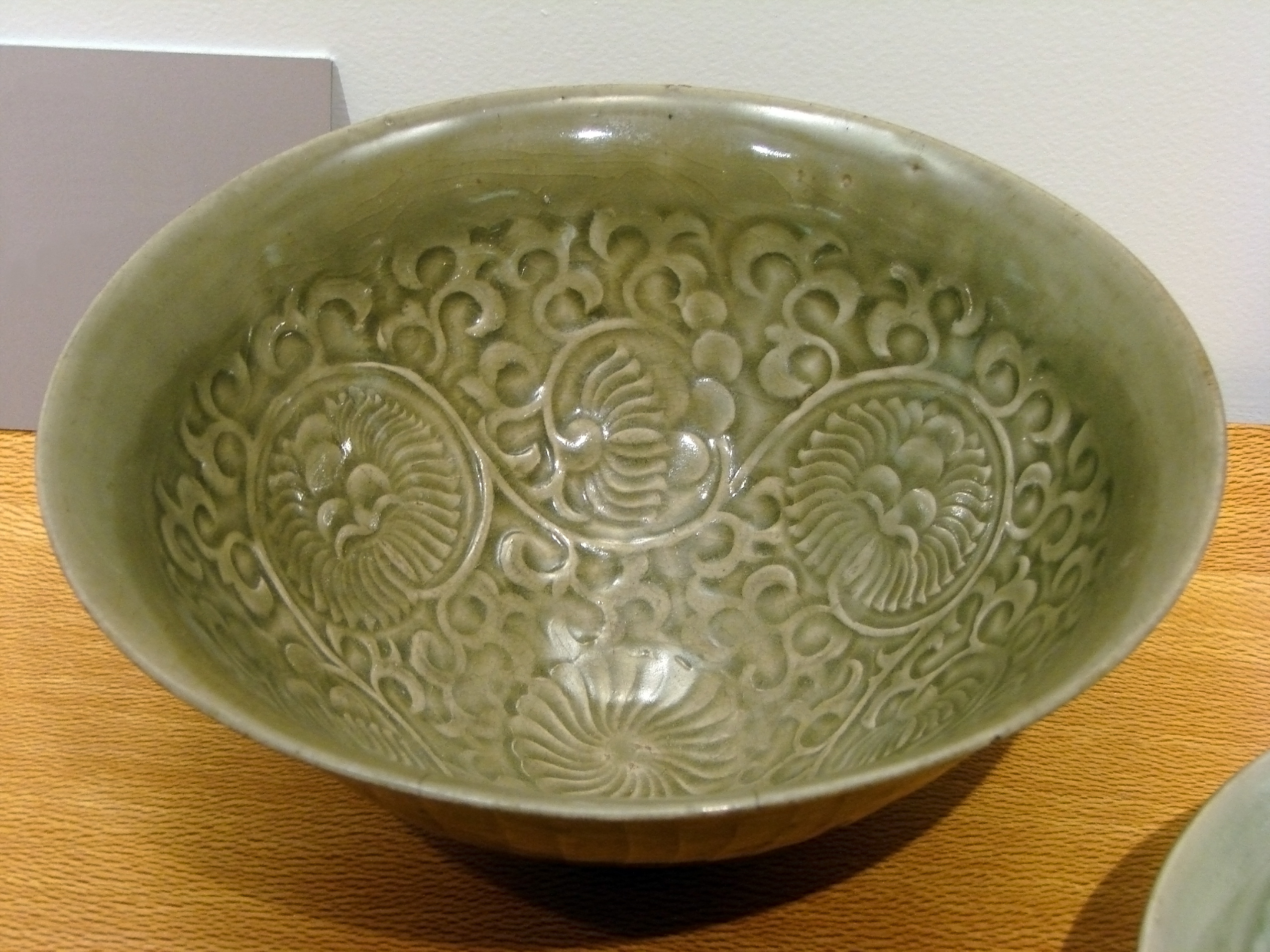
Чаша X-XI века.
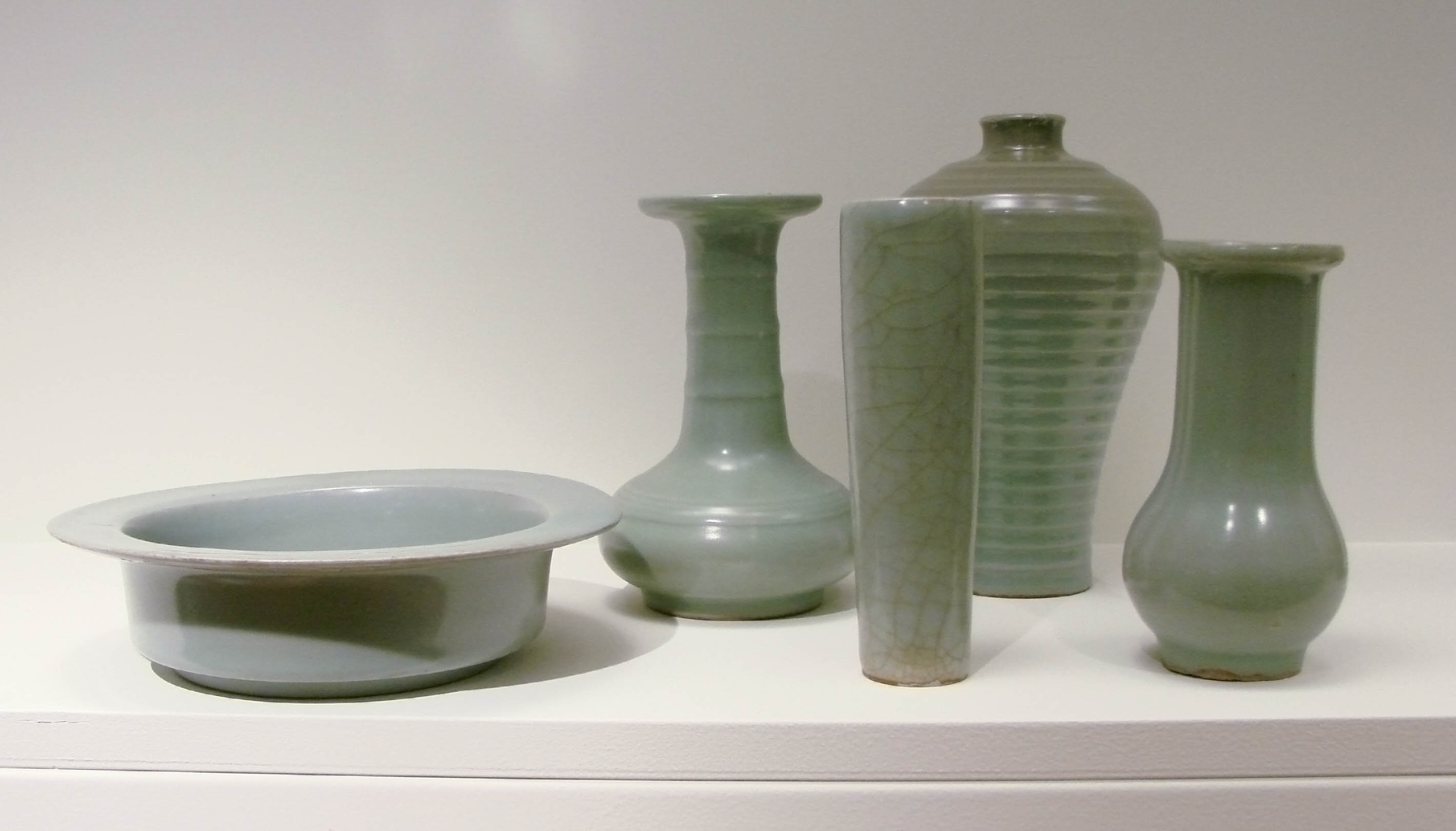
Фарфоровые изделия XIII век
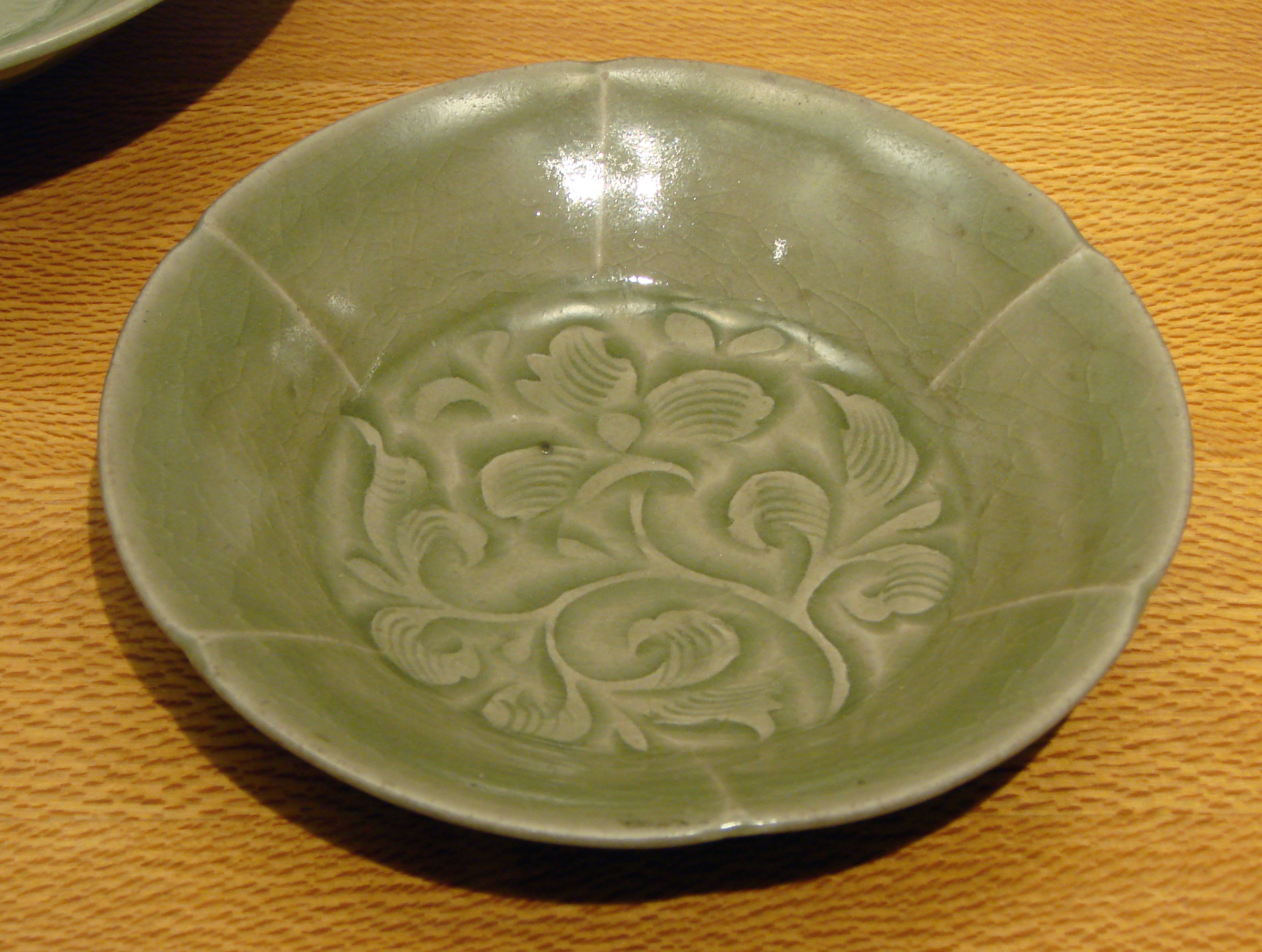
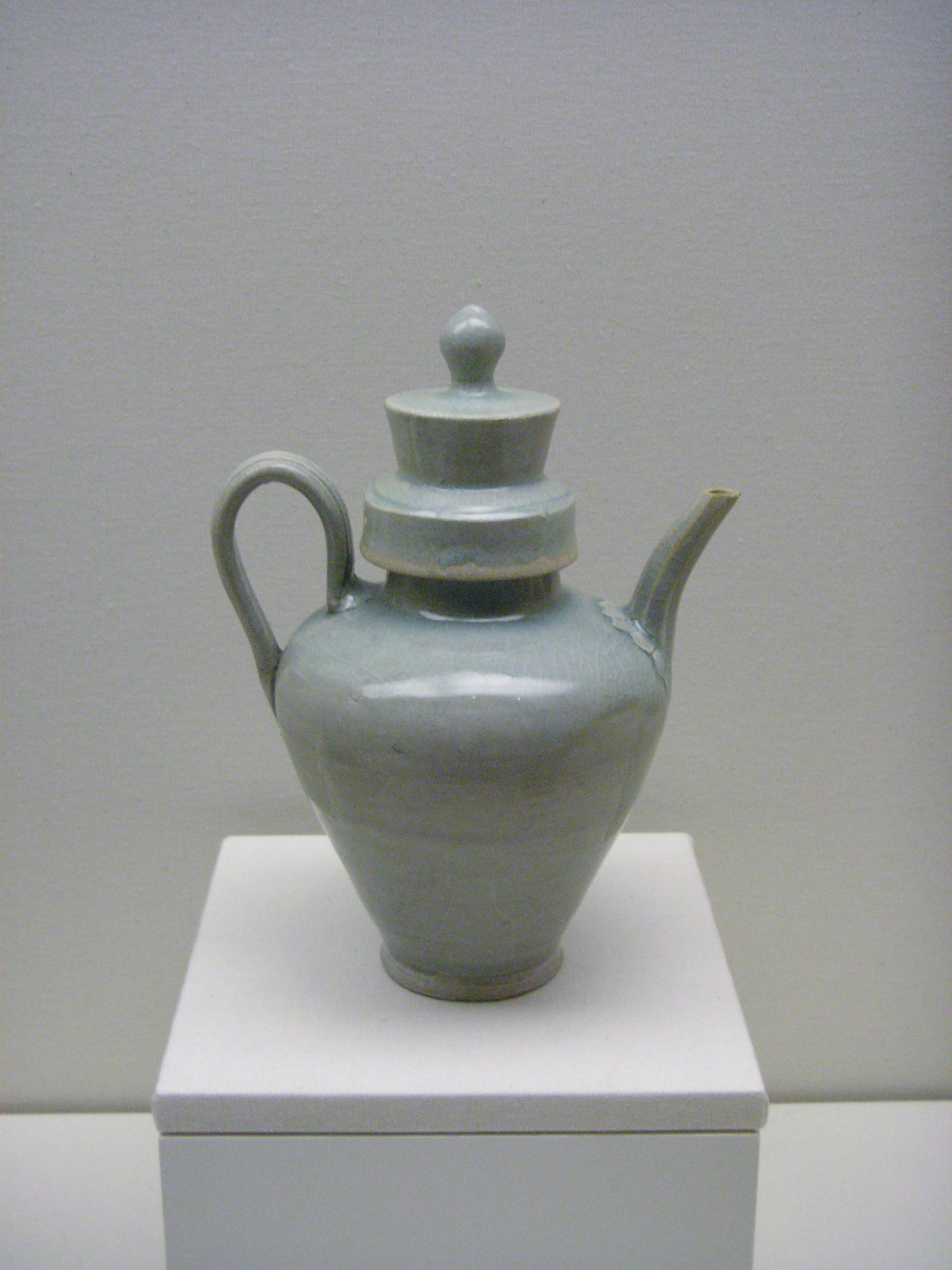
Фарфоровый чайник, X-XI века

### Династия Цзинь (1115—1234 гг. н. э.)

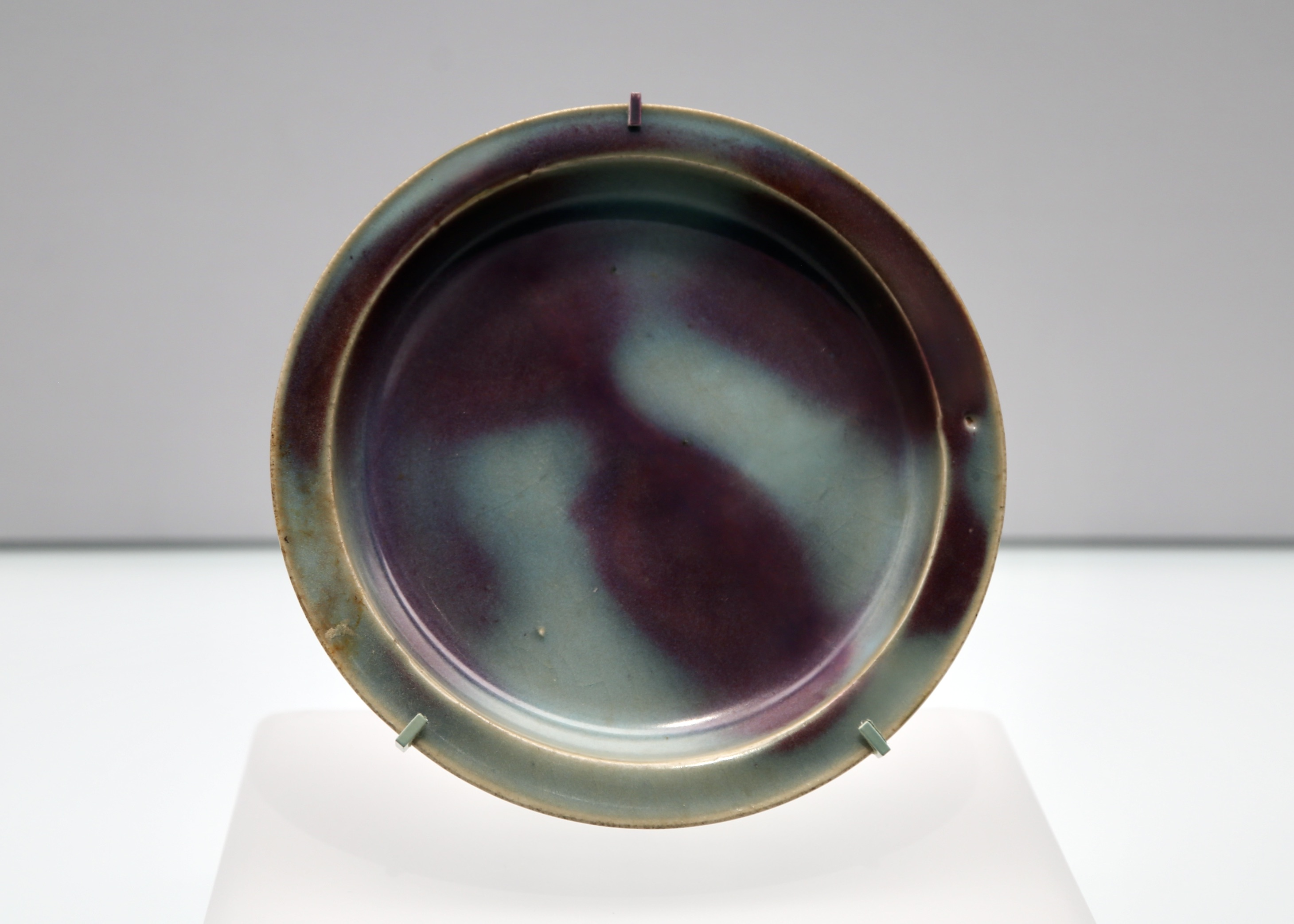
Цзюньчжоуская (Цзюнь Яо) чаша с небесно-голубой глазурью и пурпурными пятнами. Восточный филиал Шанхайского музея.

### Династия Юань (1279—1368 гг. н. э.)

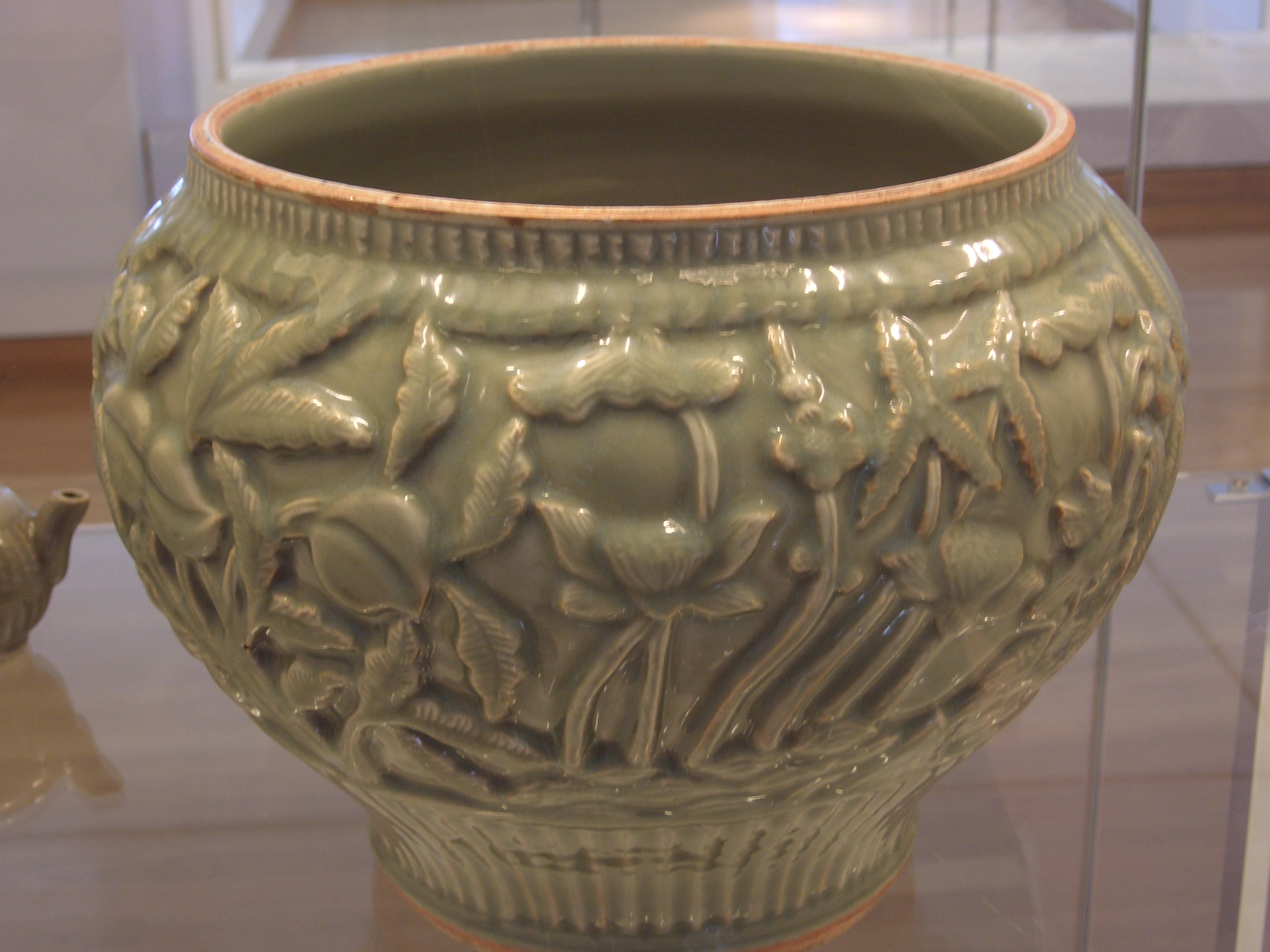
Сосуд конца династии Юань, на стенках изображения персиков, лотосов, пионов, ивы и пальмы.
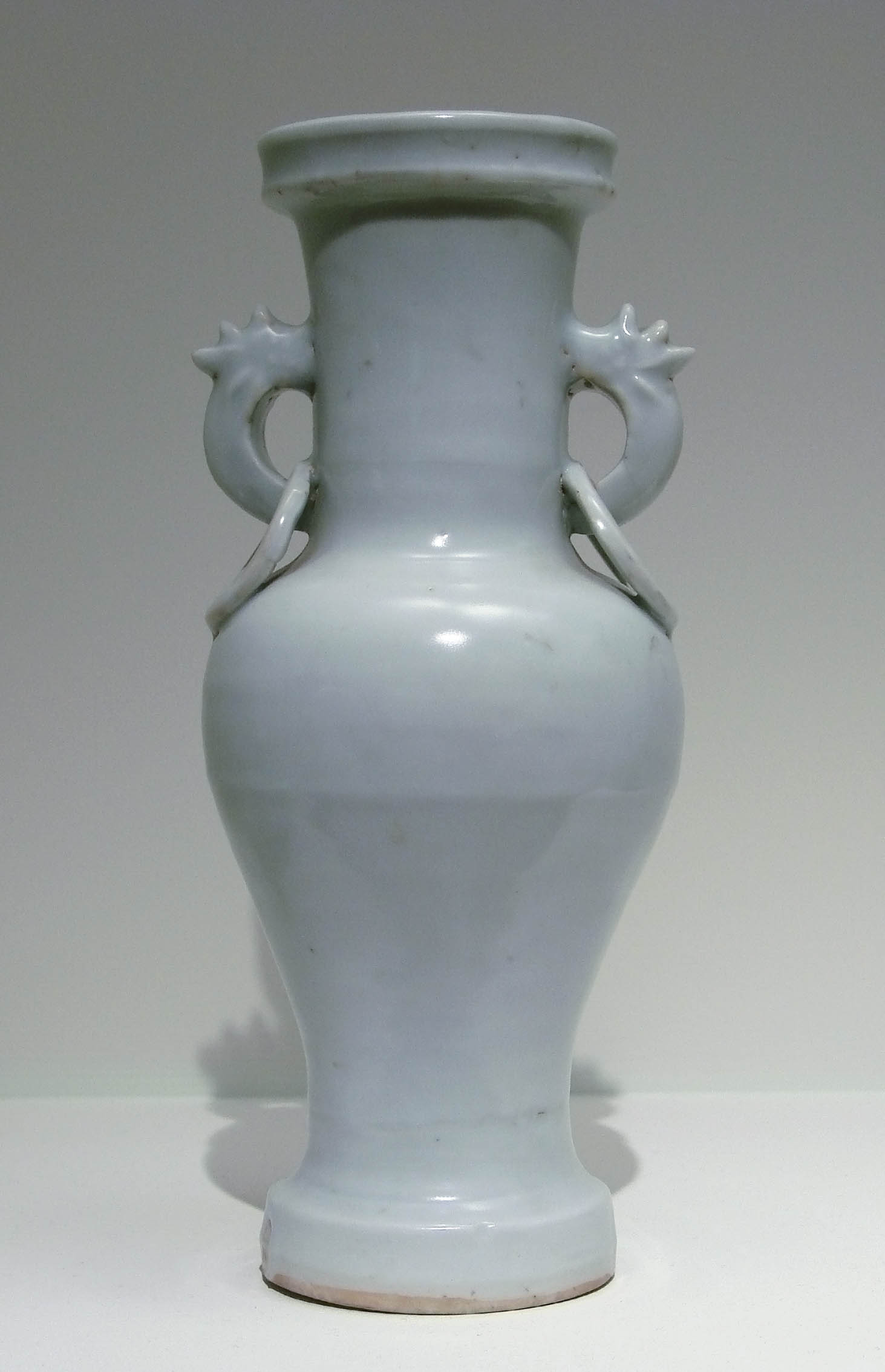
Фарфоровая ваза, XIV век
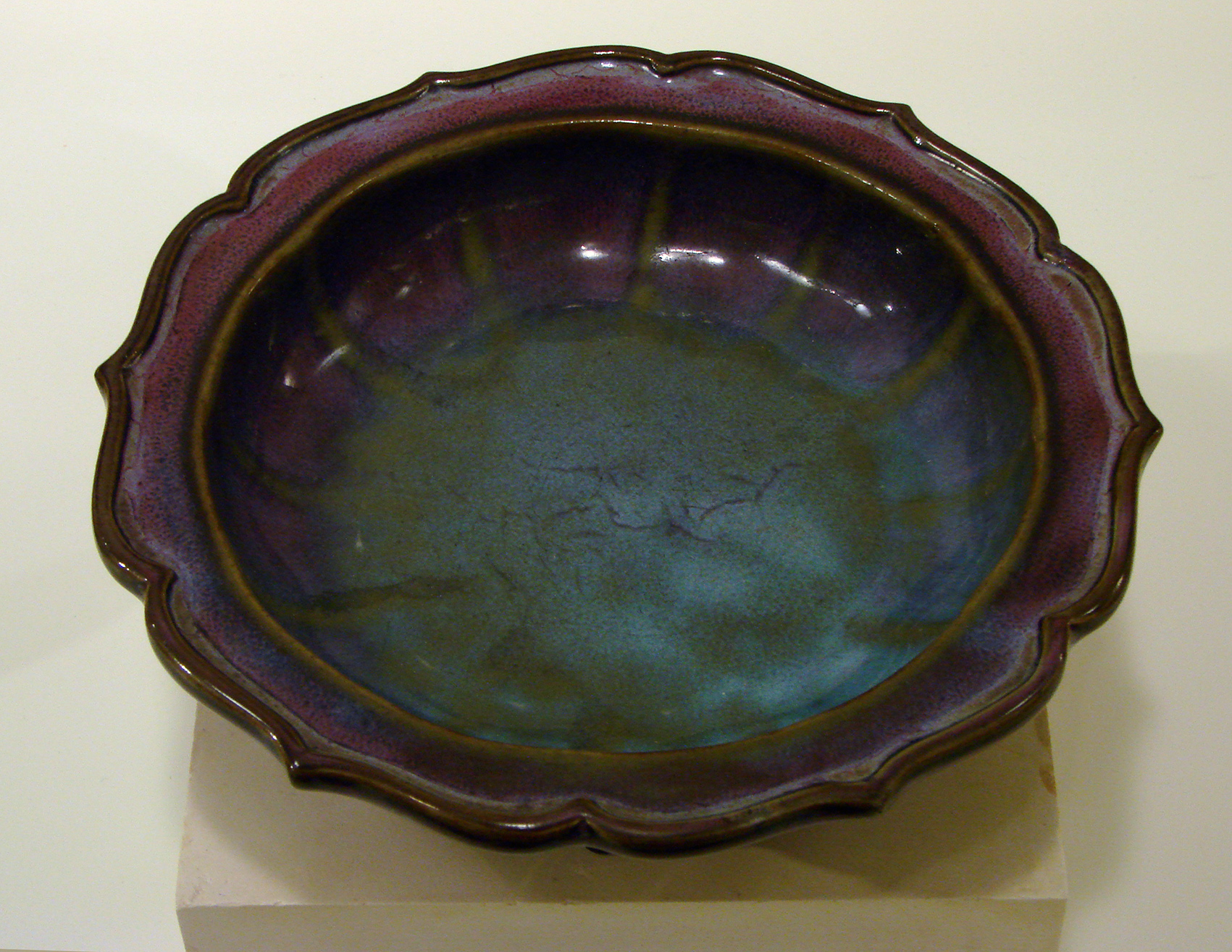
Керамический сосуд, XIII-XIV век.
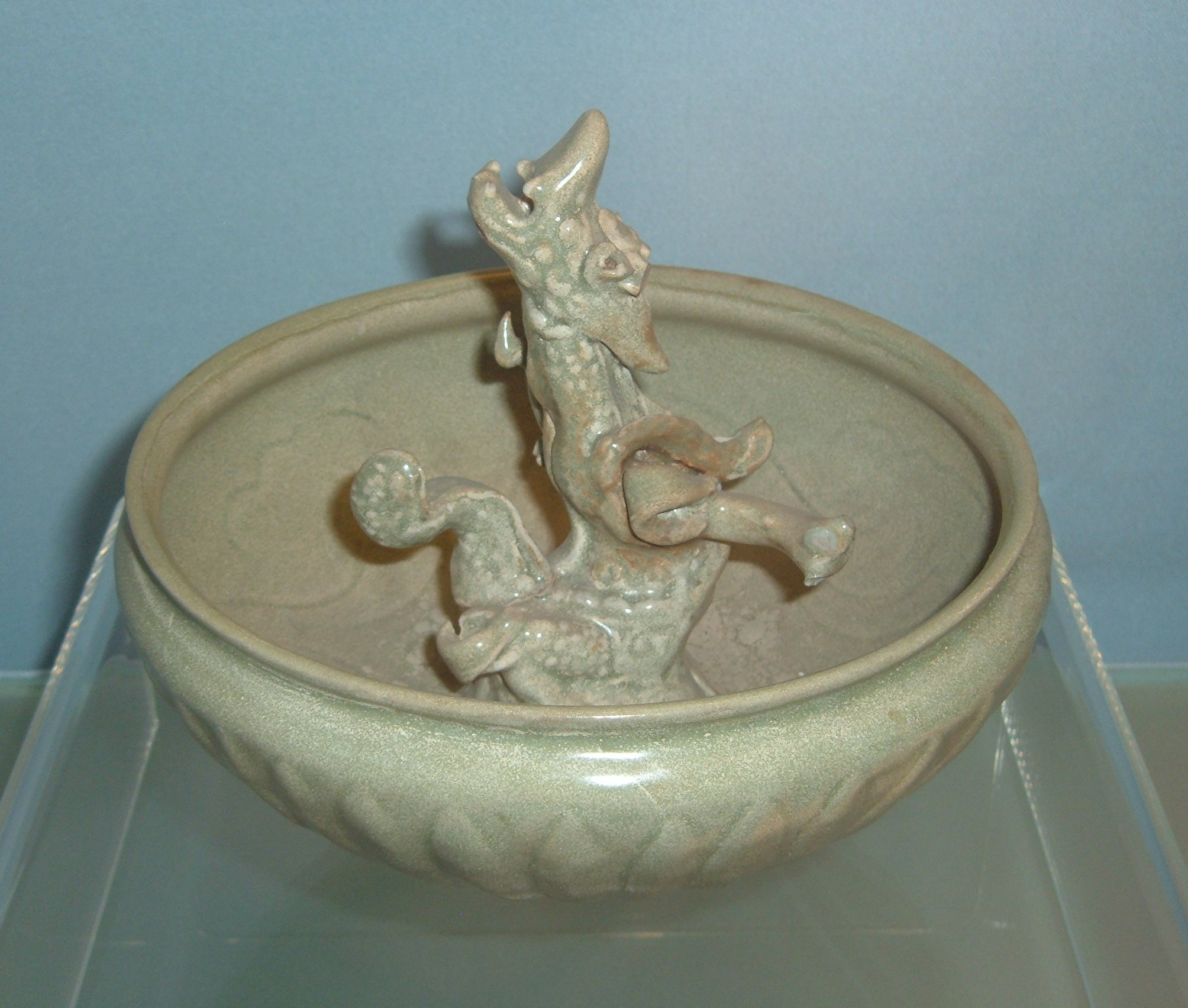
Чаша с драконом

### Династия Мин (1368—1644 гг. н. э.)

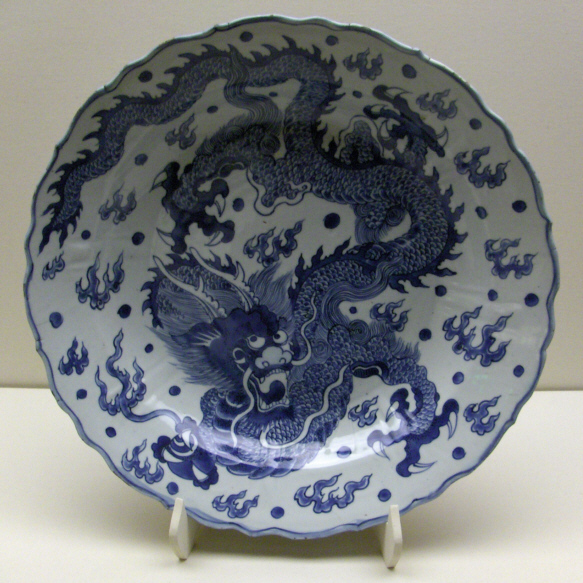
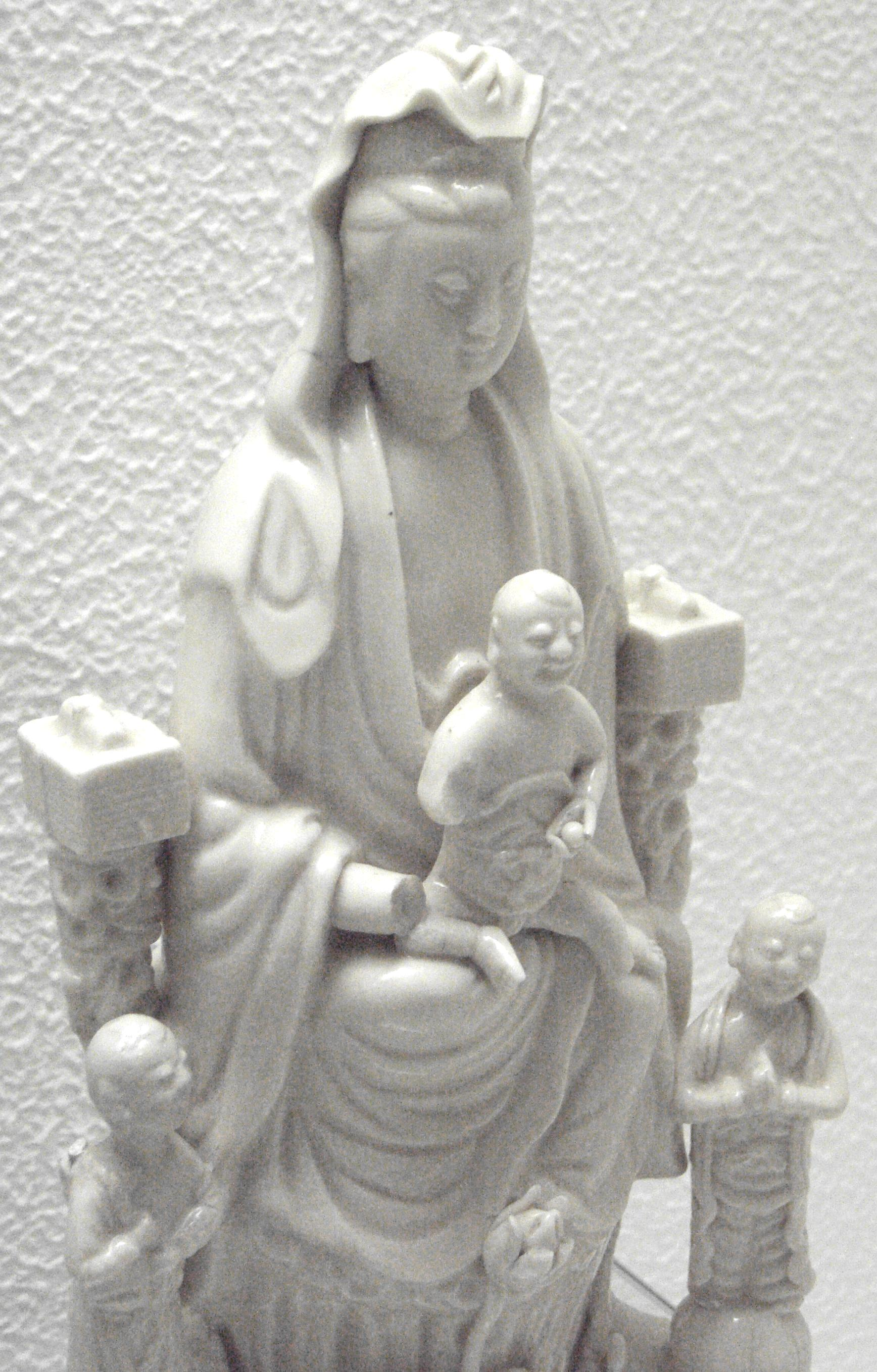
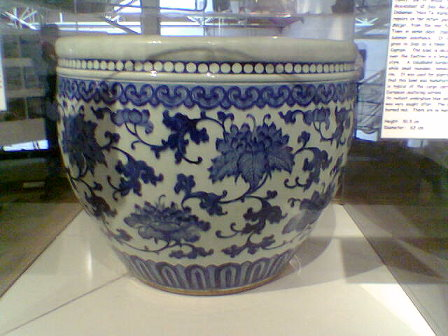
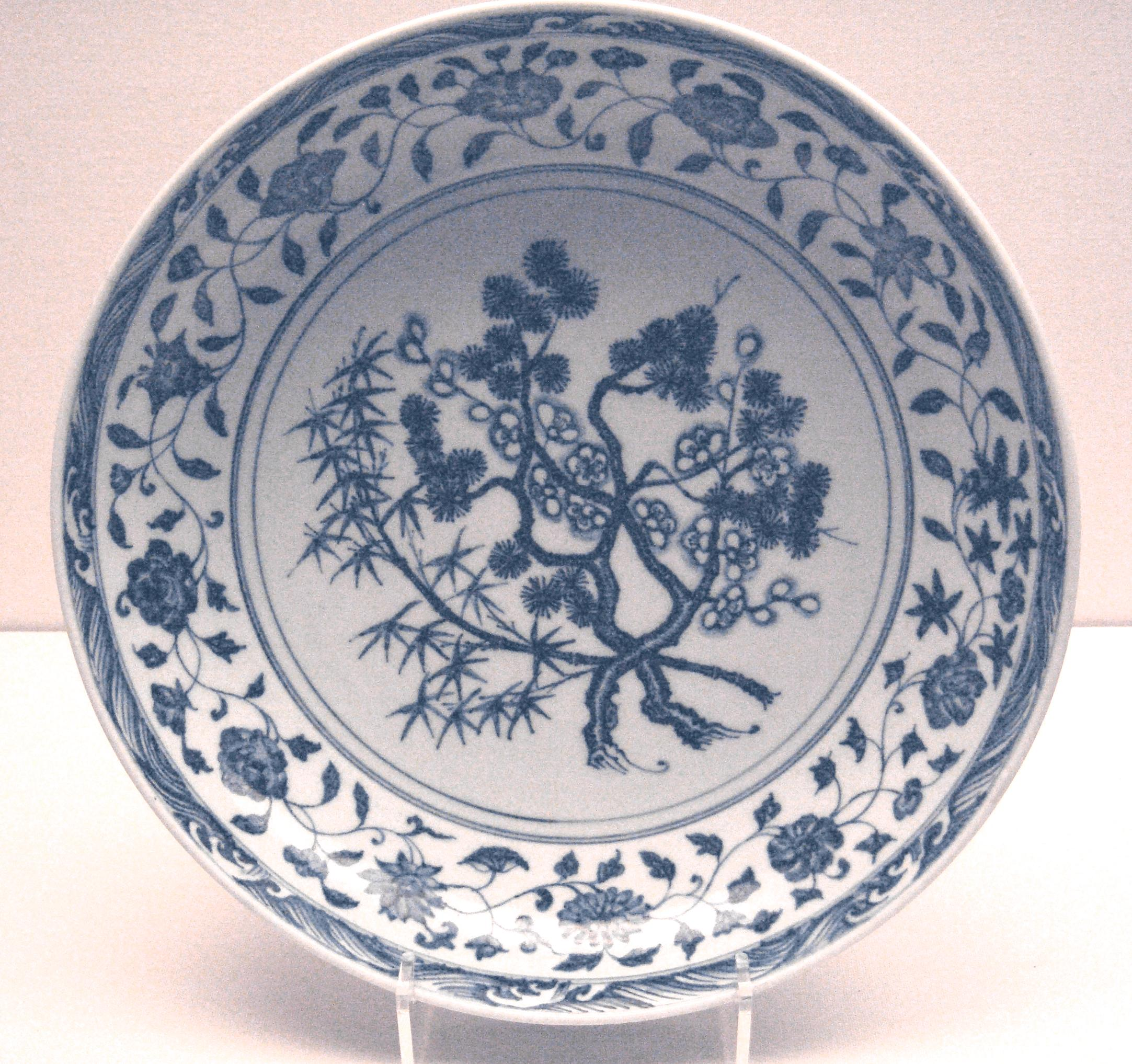
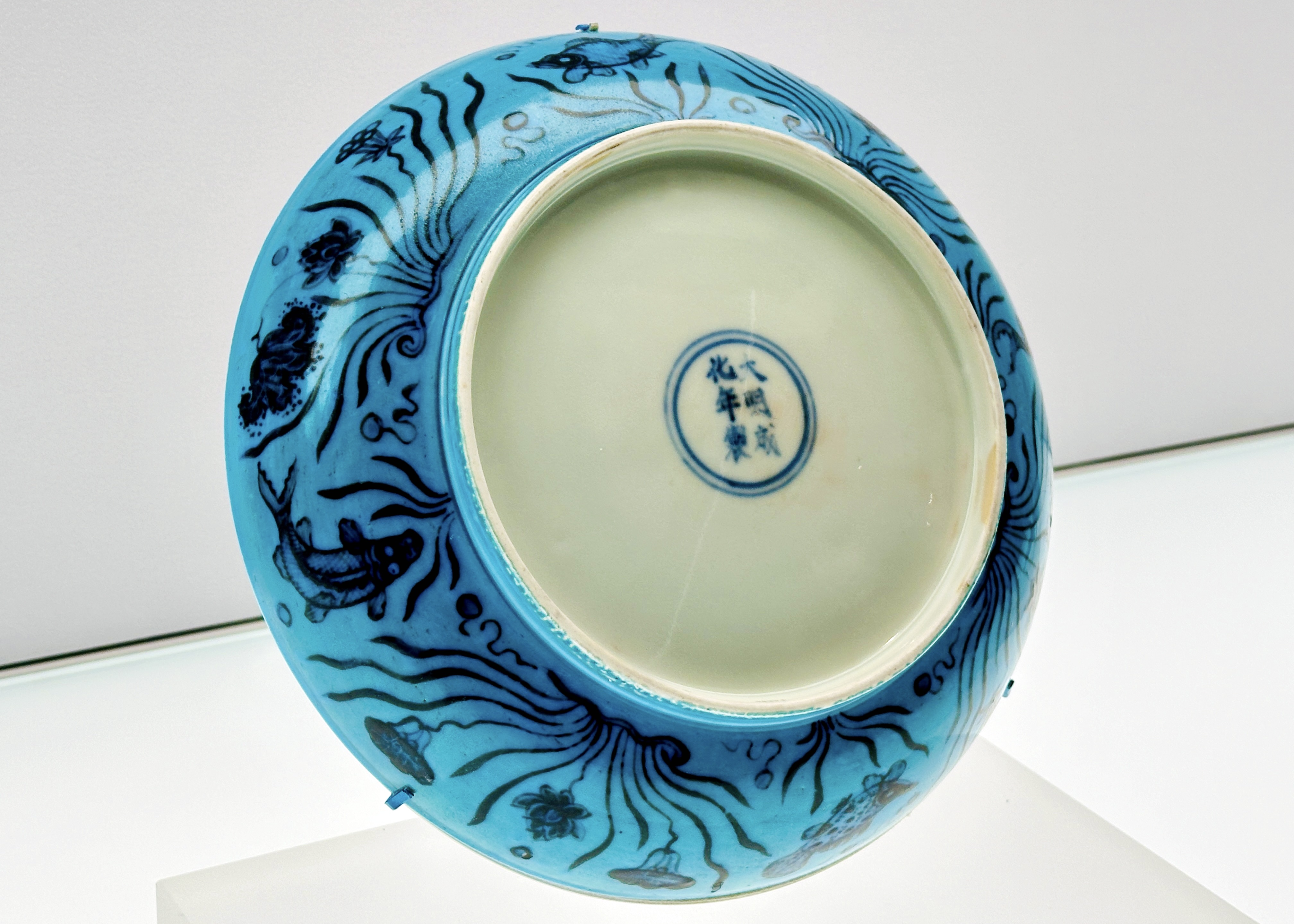
Цзиндэчжэньская тарелка с сине-белым рисунком под бирюзовой глазурью с лотосов и рыб, период правления императора Сянь-цзун (1465–1487). Восточный филиал Шанхайского музея.
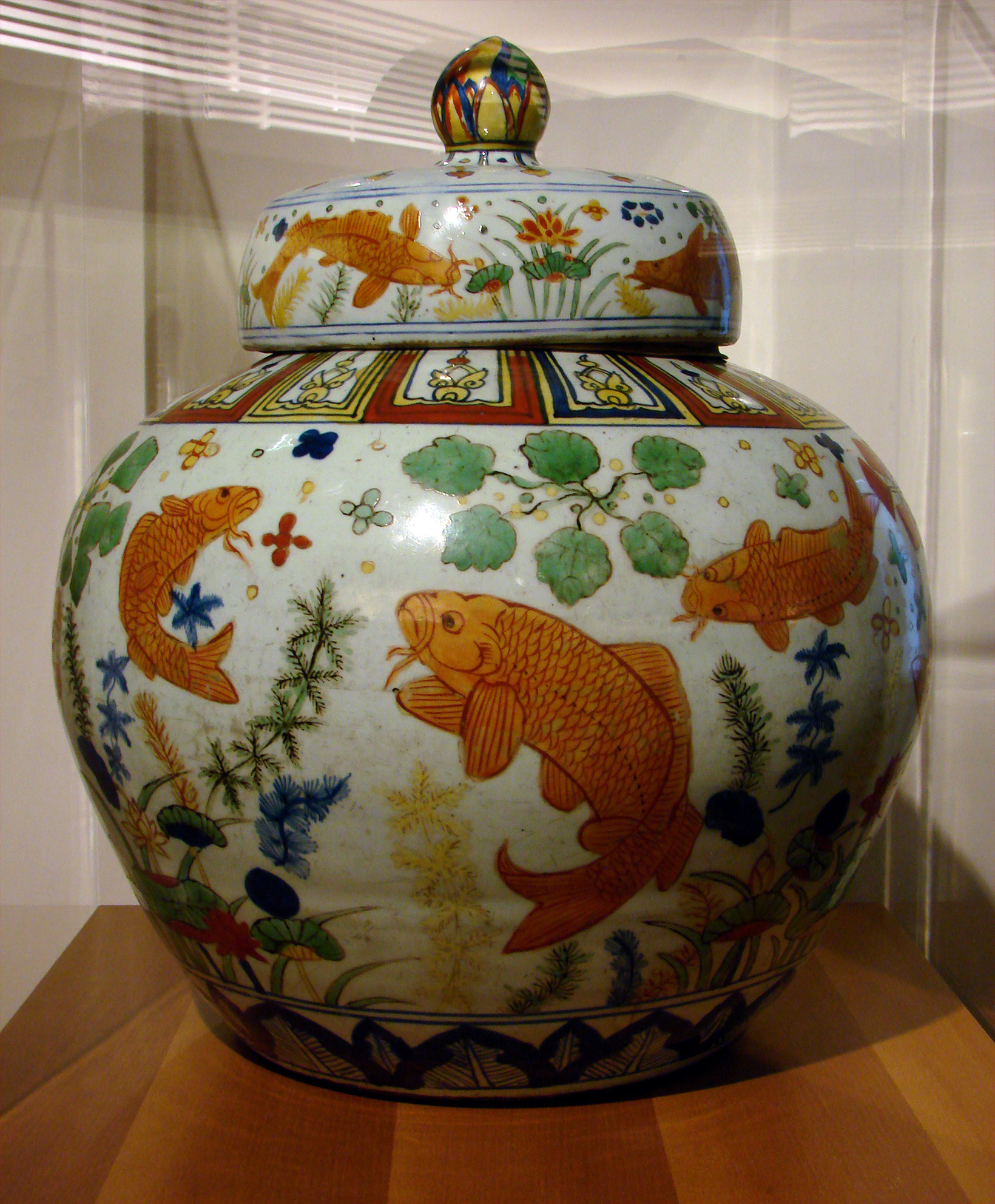
Фарфоровая ваза, период правления императора Ши-цзун (1521—1567)
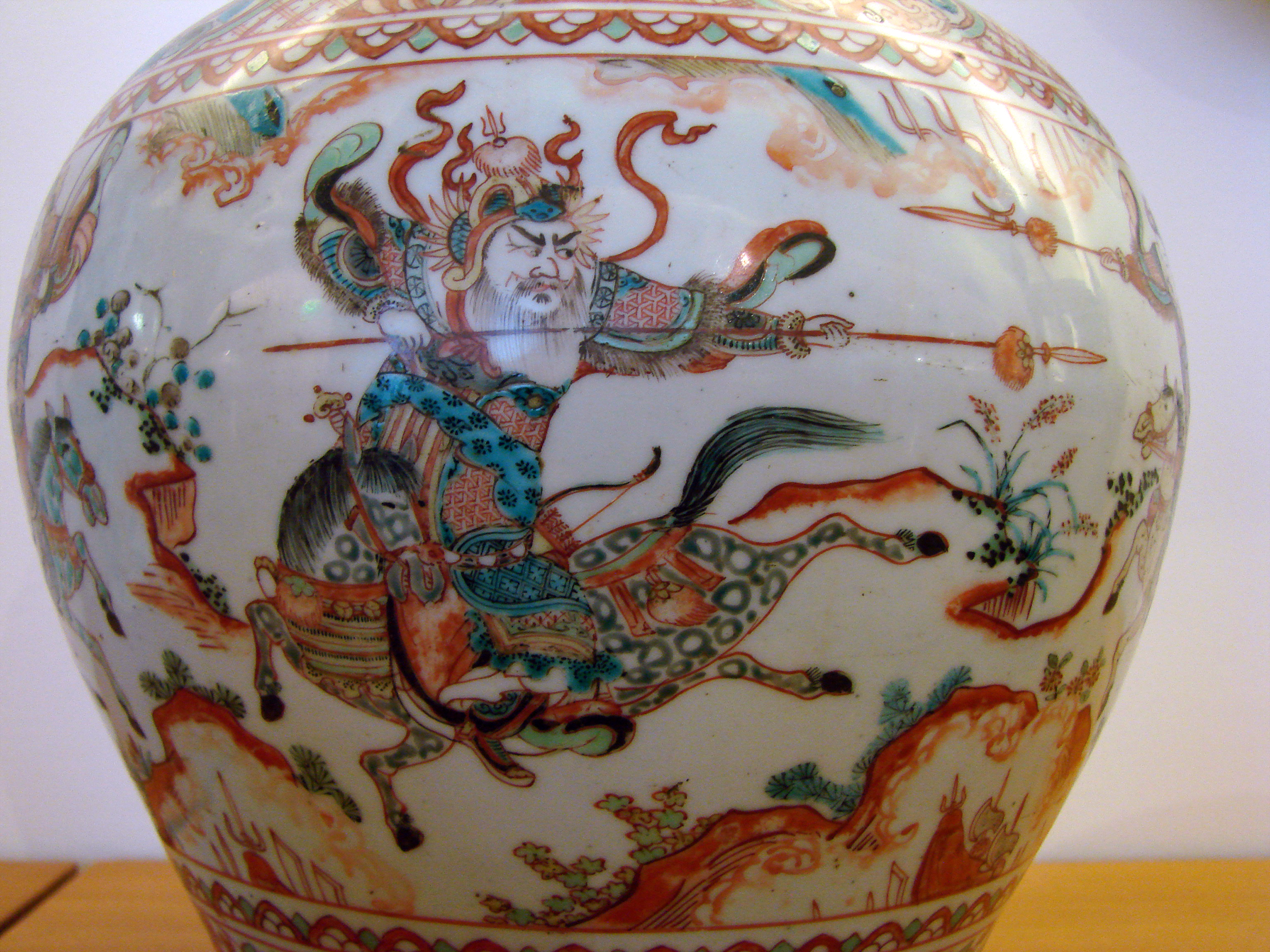
Фарфоровая ваза, период правления императора Ши-цзун (1521—1567)
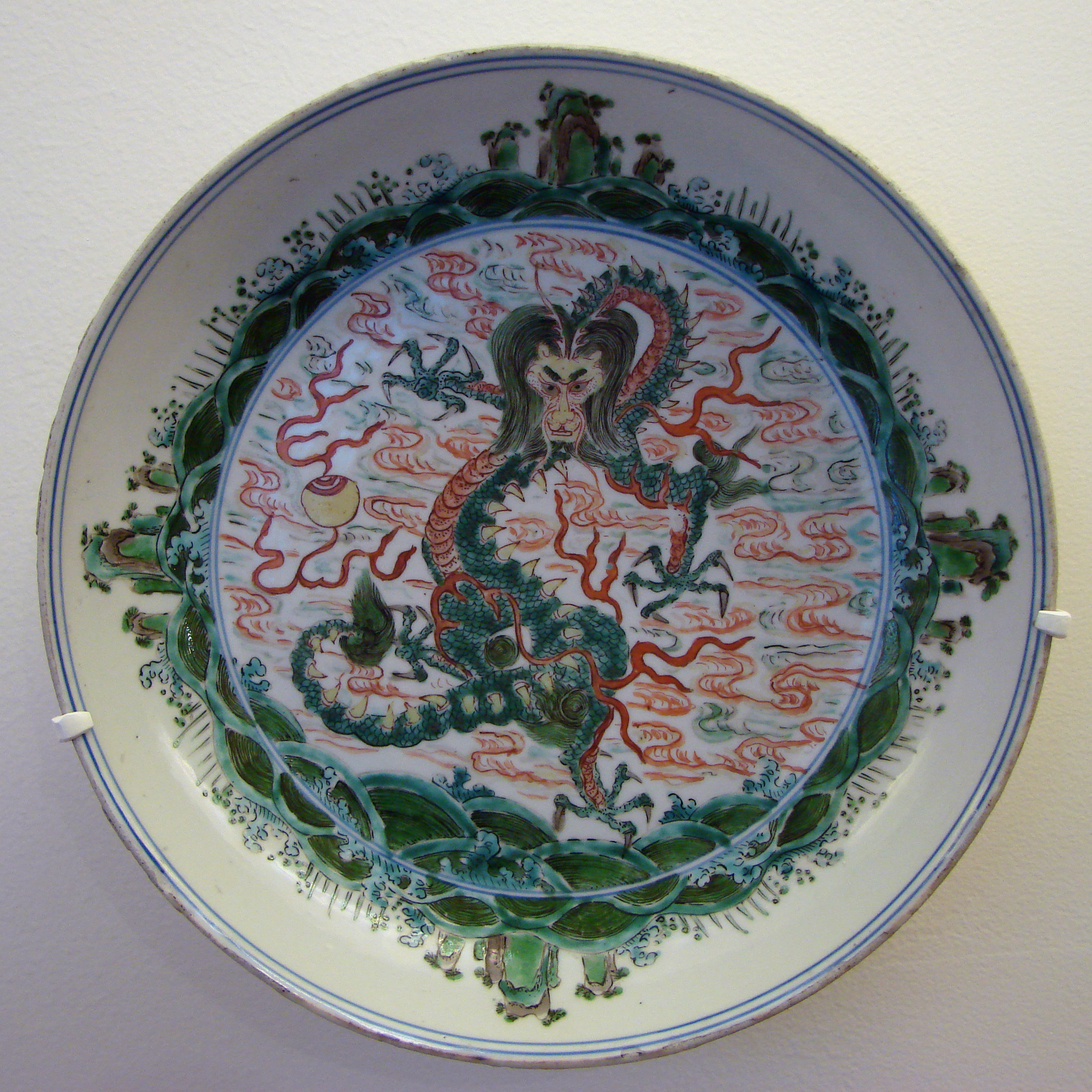
Фарфоровая тарелка, период правления императора Сы-цзун (1627—1644)

### Династия Цин (1644—1912 гг. н. э.)

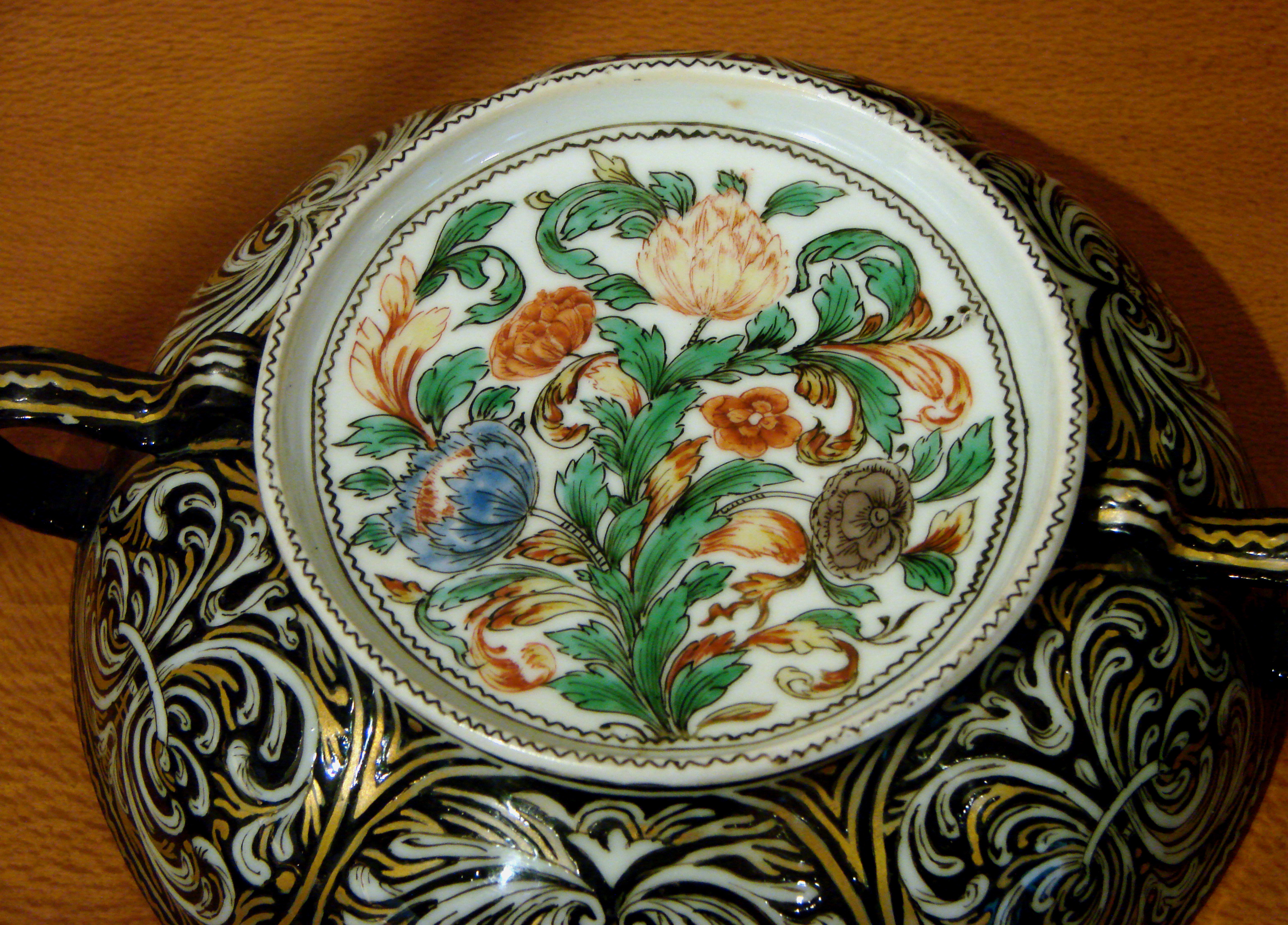
Фарфоровая чаша, (1661-1722)
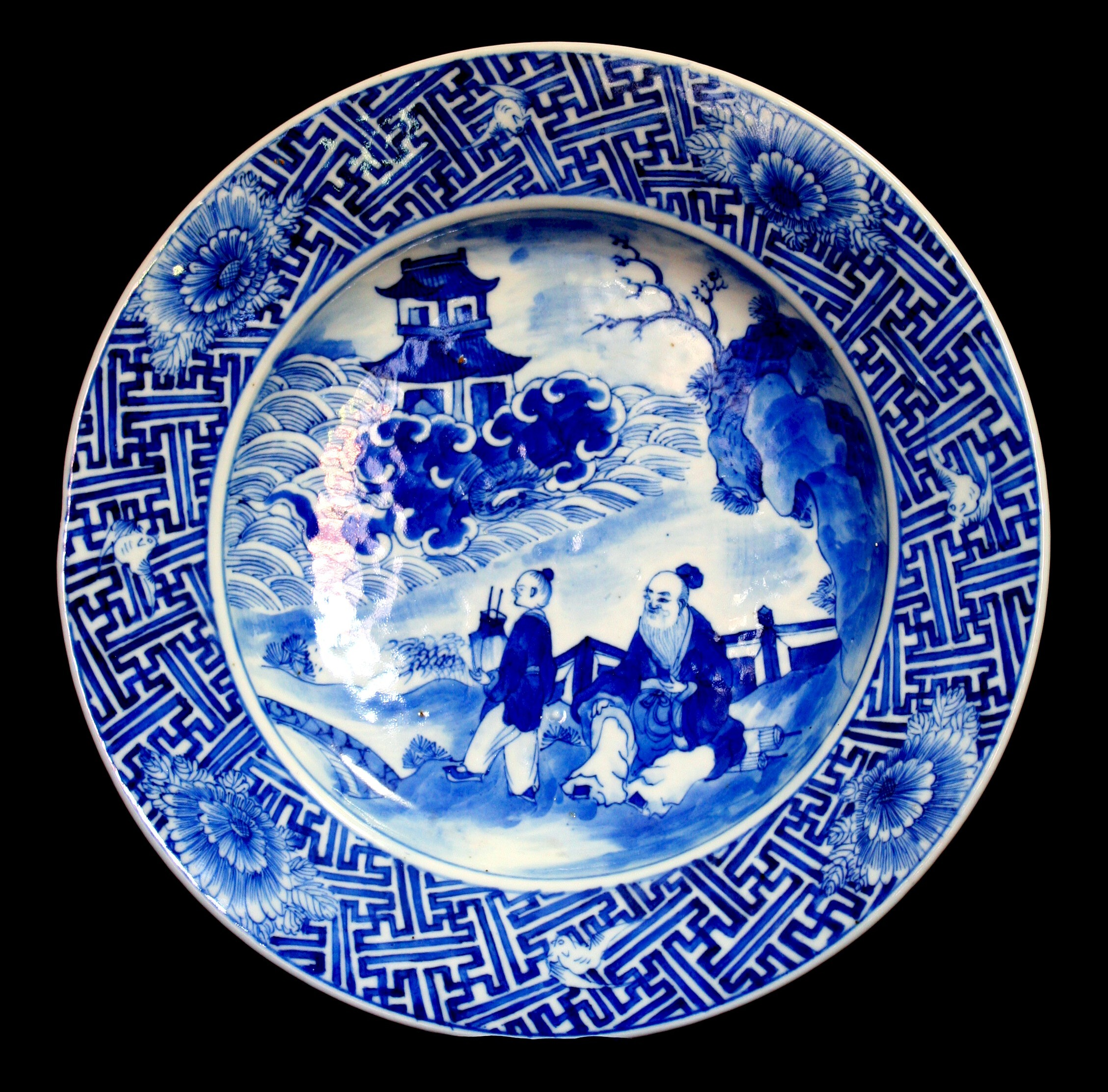
1644-1680.
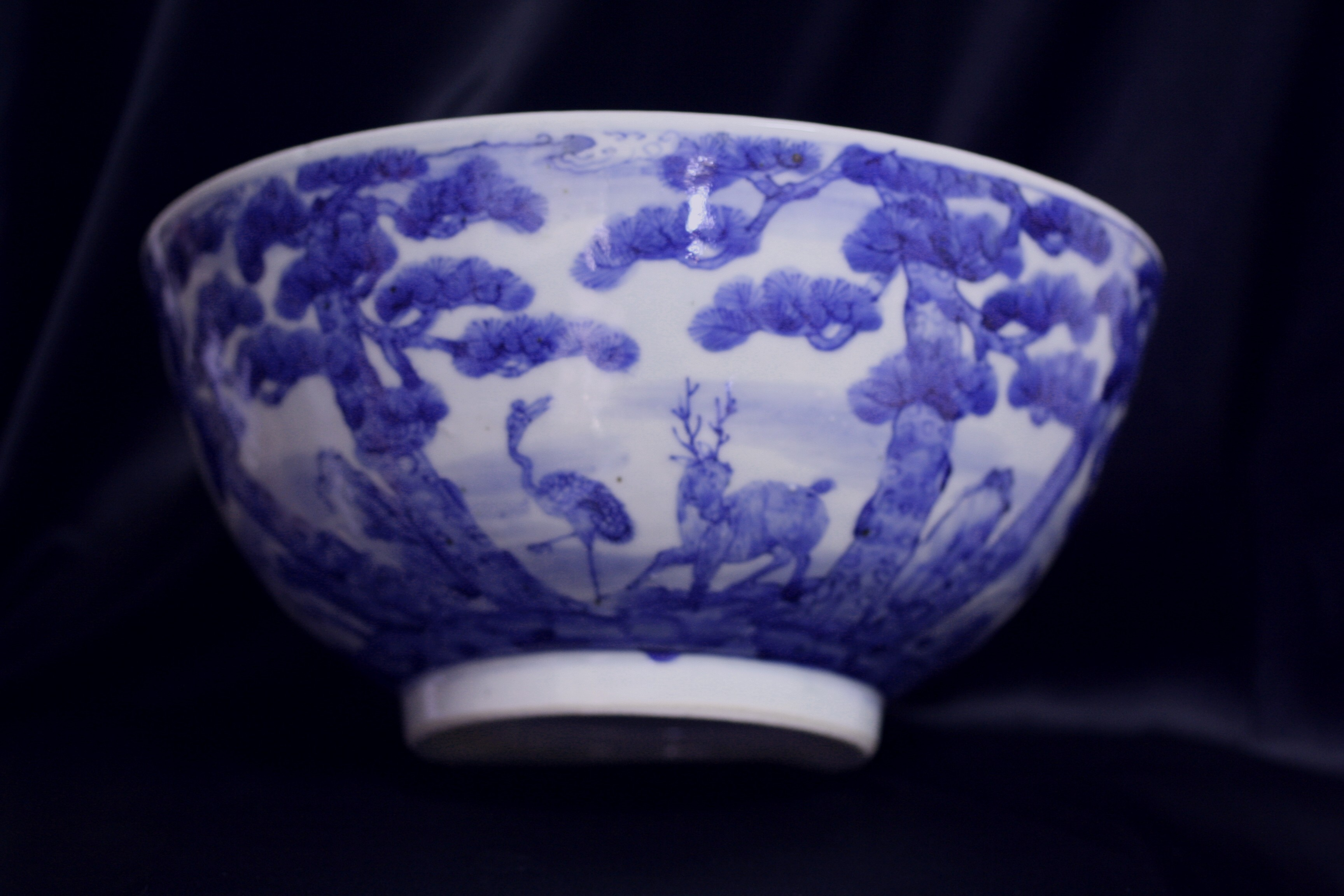
1644-1680.
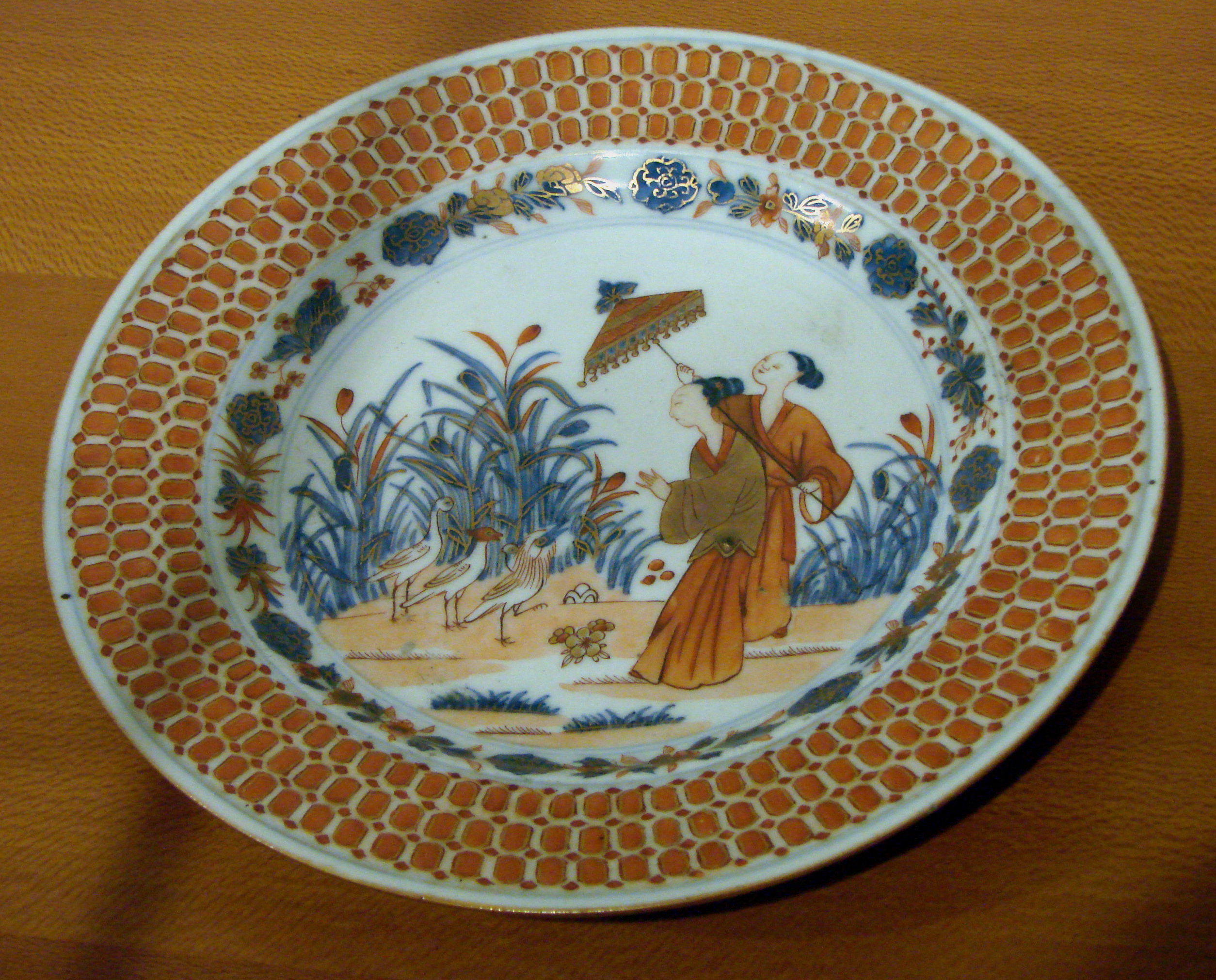
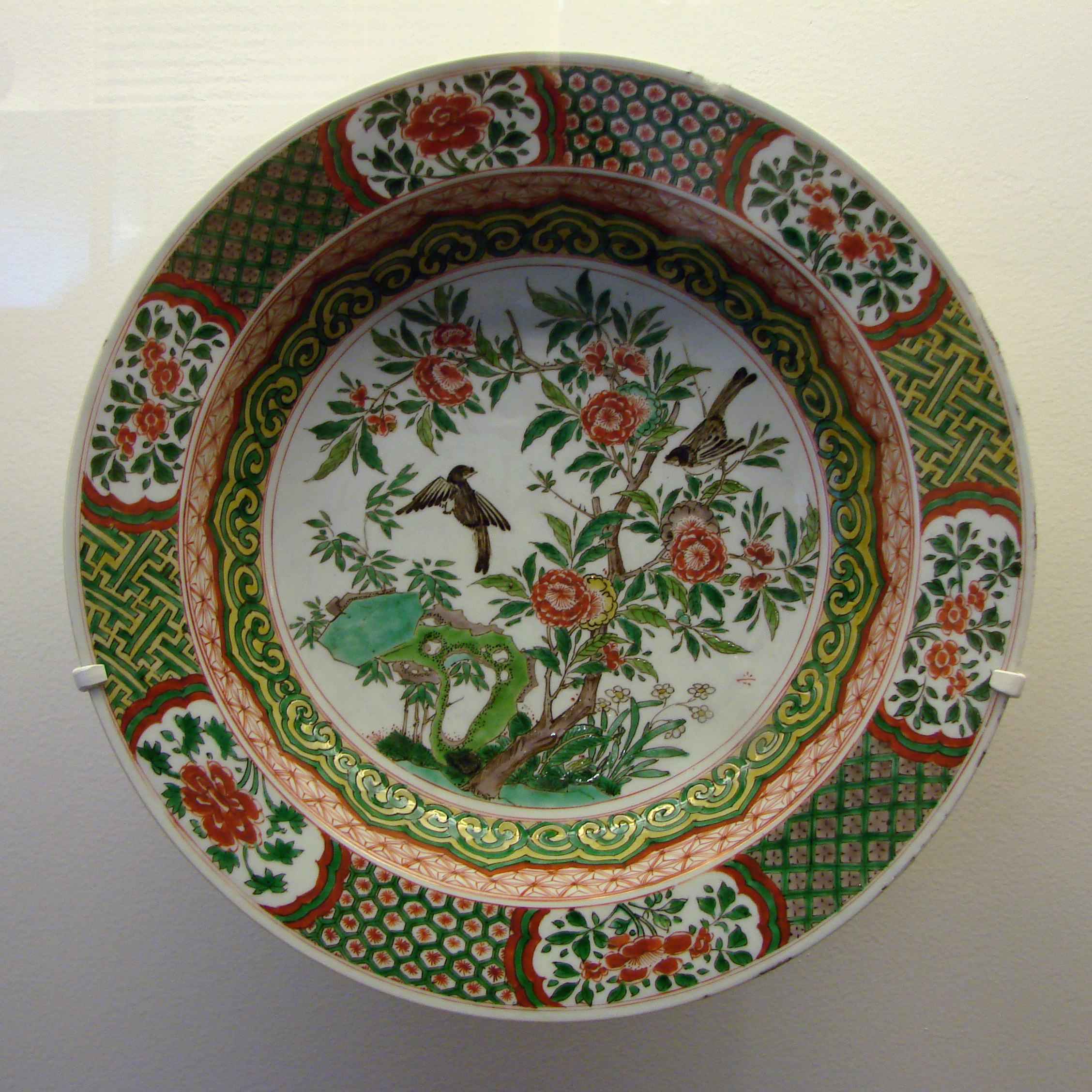
Фарфоровая тарелка, период правления императора Канси (1661-1722)
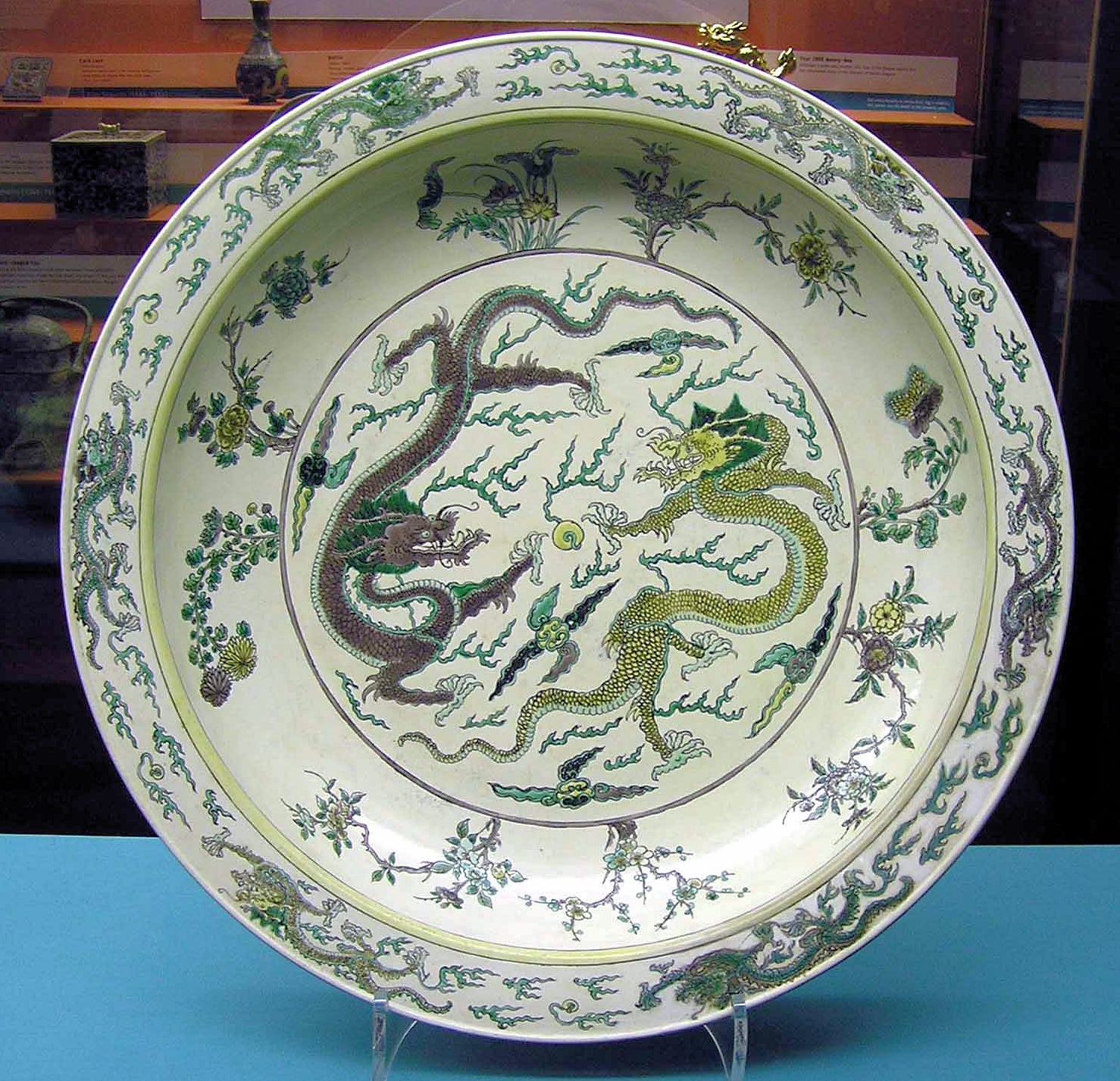
Фарфоровая тарелка, период правления императора Канси (1661-1722)
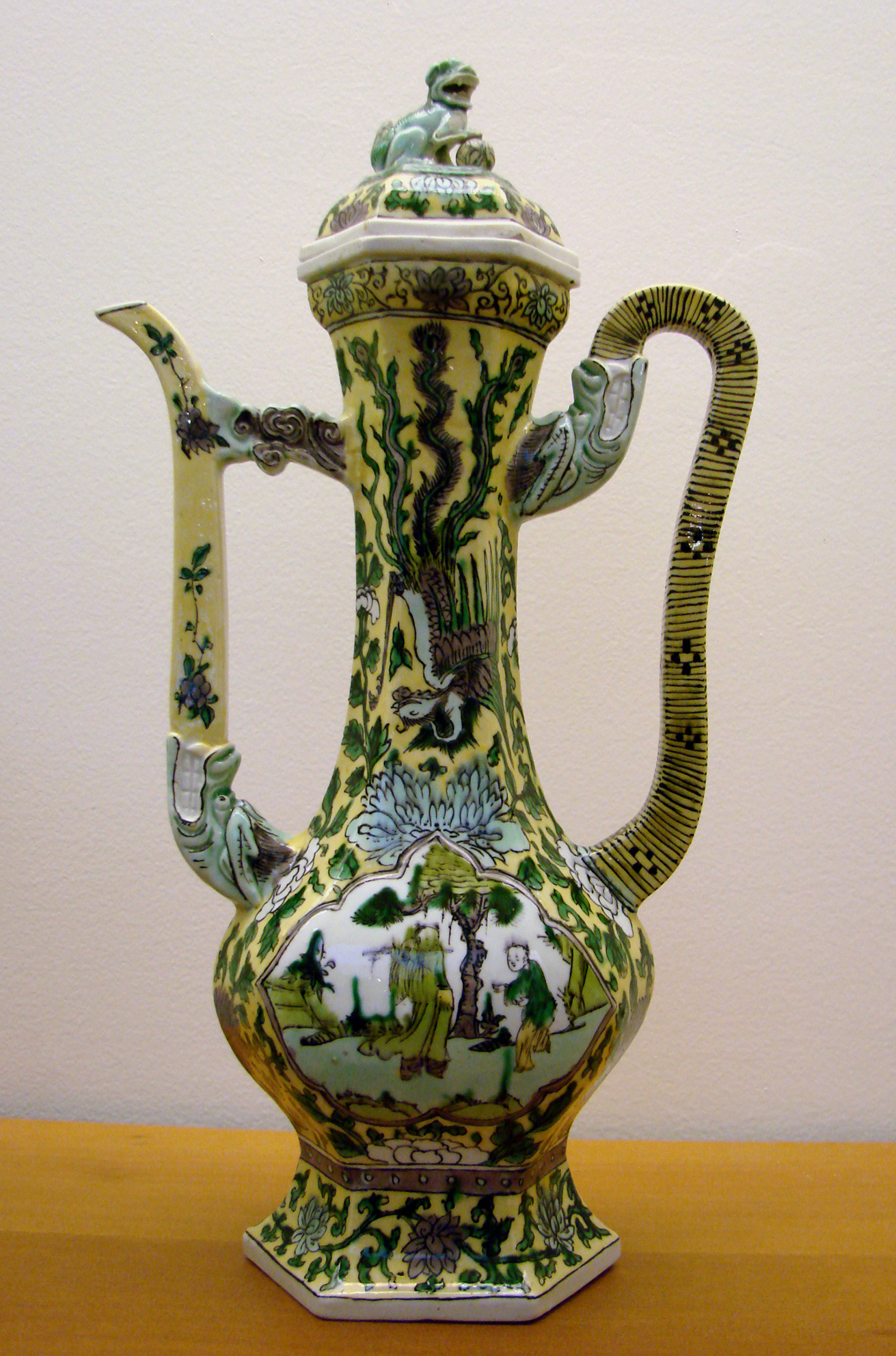
Фарфоровая ваза, период правления императора Канси (1661-1722)
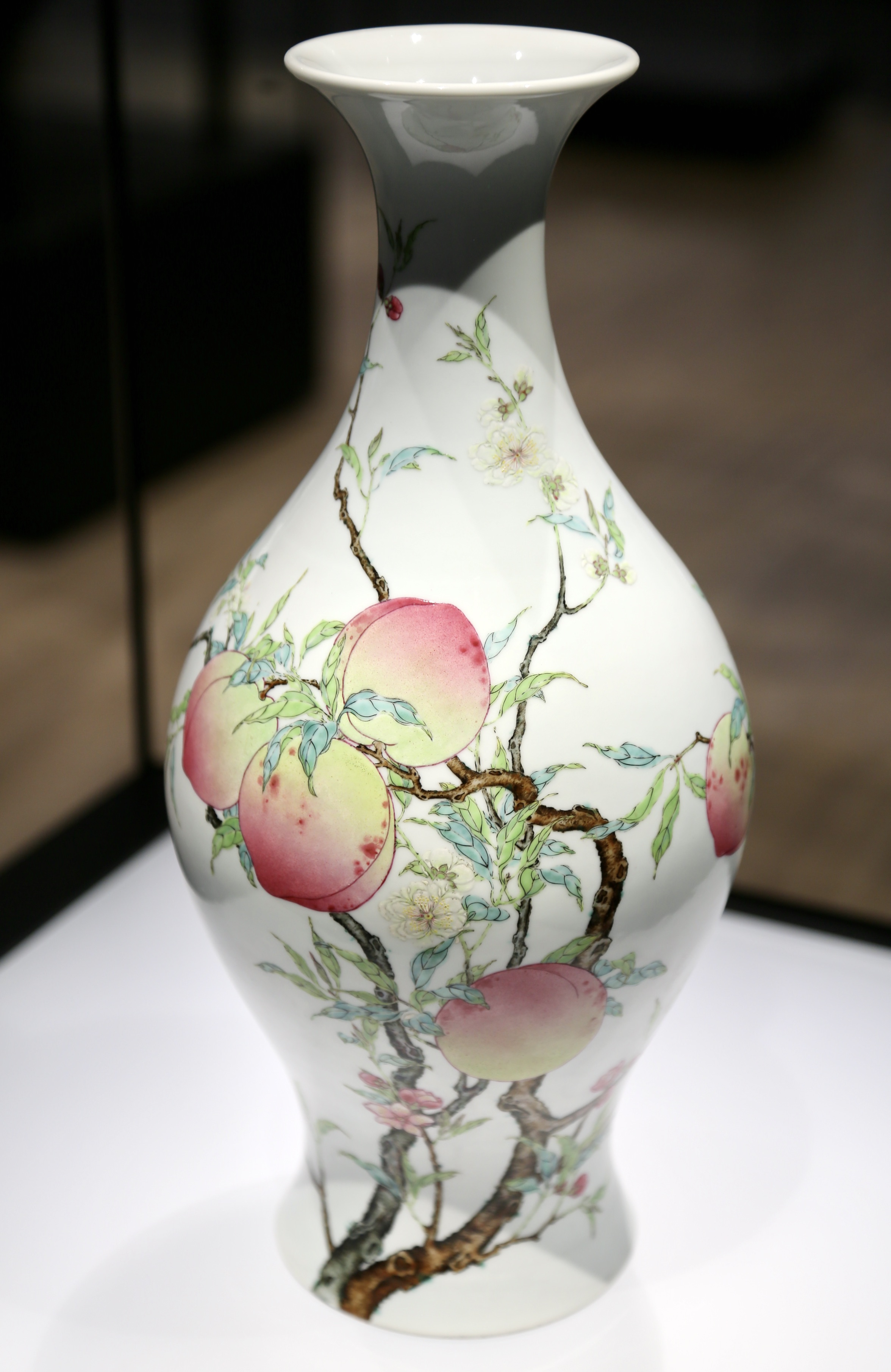
Цзиндэчжэньская ваза, расписанная в стиле «famille rose», с изображением ветвей персикового дерева и летучих мышей, период правления императора Иньчжэнь (1723—1735). Восточный филиал Шанхайского музея.
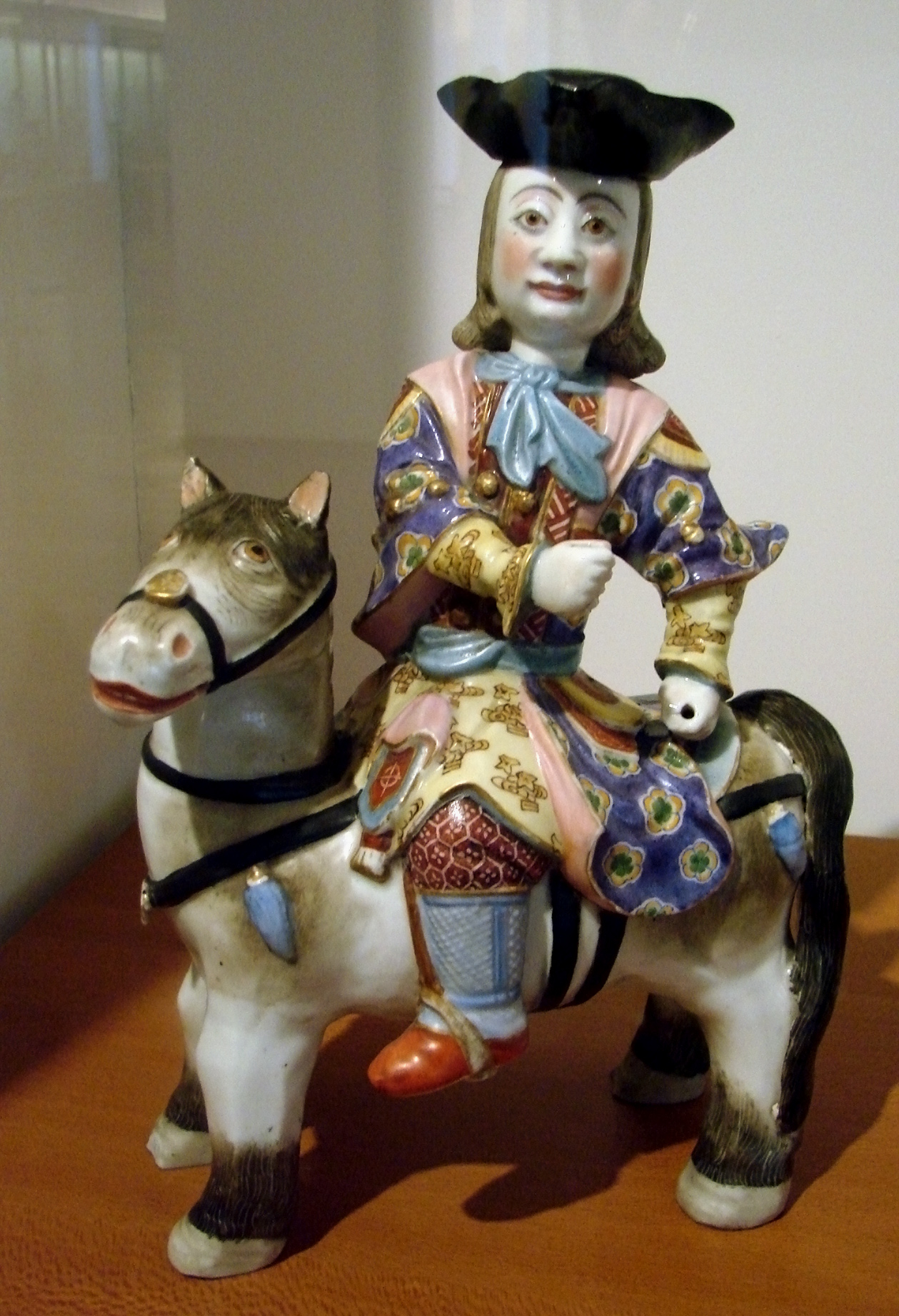
Фарфоровая фигурка мужчины на коне
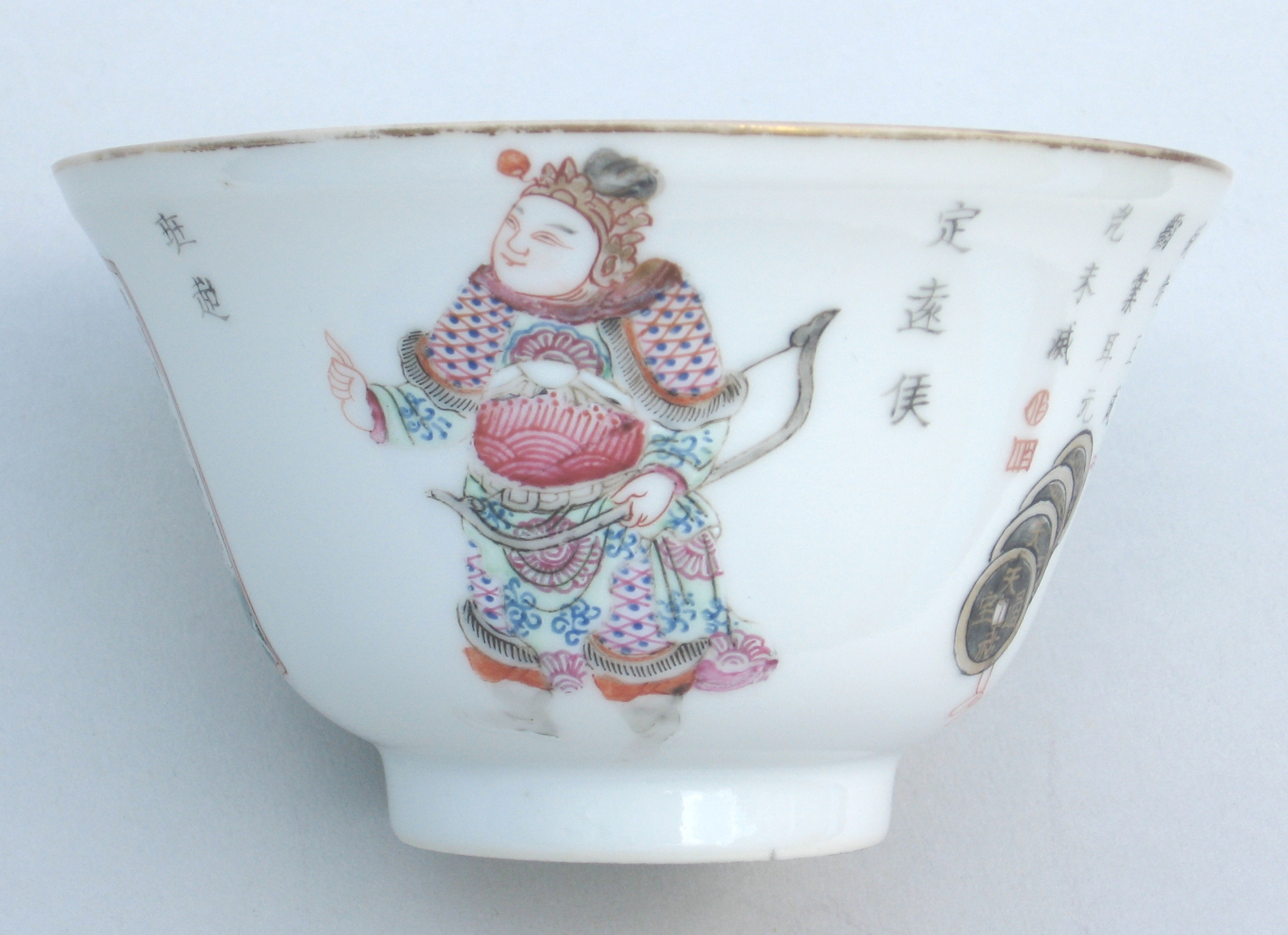
Декор У Шуан Пу с Бань Чао, период Сяньфэн